# 闇サイト殺人事件
闇サイト殺人事件（やみサイトさつじんじけん）とは、2007年（平成19年）8月24日 - 25日にかけて日本の愛知県名古屋市周辺で発生した強盗殺人などの事件。インターネットの闇サイトで知り合った男3人組が、女性Aを拉致・監禁のちに殺害した。
男3人組（KT・堀慶末・「山下」）は闇サイト「闇の職業安定所」で出会い、犯罪によって金を得る目的で共謀。8月24日深夜に名古屋市千種区内の路上で、帰宅途中だった会社員女性A（当時31歳）を拉致し、自動車内に監禁。翌25日未明にかけ、同県愛西市内の屋外駐車場で、被害者Aを脅迫してキャッシュカードの暗証番号を聞き出し、金品を奪ったほか、Aの顔面に粘着テープを何重にも巻きつけたり、金槌で数十回にわたり頭部を殴打するなどして殺害。その後、3人はAの死体を岐阜県瑞浪市内の山中に遺棄し、奪ったキャッシュカードで預金の引き出しを図ったが、Aが生前に教えた暗証番号は虚偽だったため、引き出しには失敗。3人はさらなる犯罪を計画していたが、加害者の1人（「山下」）が解散後に自首したことで事件が発覚した。

## 概要
加害者らはいずれも闇サイトで出会った当時から、互いの素性を知らないまま、偽名を使っていたり、相手から馬鹿にされないように「暴力団に関係していた」と虚勢を張ったり、虚実ないまぜに過去の犯罪歴を自慢し合ったりした。それが次第にエスカレートし、最終的には強盗殺人を起こすに至った。
加害者3人は、営利略取・逮捕監禁・強盗殺人・死体遺棄・窃盗未遂などの罪状で起訴された。本事件では、殺害された被害者は1人であるため、刑事裁判では、被告人3人に死刑を適用することの是非が争点となった。3人には当時、粗暴犯で有罪に処された前科はなかったが、検察官は、犯行の残忍さ・被害者遺族の処罰感情の峻烈さ・計画性の高さ・社会的影響の大きさなどを考慮し、3人にいずれも死刑を求刑。しかし最終的に、1人 (KT) は死刑が確定した（2015年に死刑執行）一方、残る2人（堀慶末および、事件直後に自首した「山下」）は無期懲役が確定した。ただし、堀は本事件で無期懲役が確定した後、碧南市パチンコ店長夫婦殺害事件（発生：1998年）などの余罪が判明し、同事件の刑事裁判で2019年（令和元年）に死刑が確定している。
本事件は、インターネット上の掲示板を通じて集まった加害者らが利欲目的で、初めて顔を合わせてからわずか数日後に、それまで面識のない帰宅途中のごく普通の女性会社員を拉致・監禁し、惨殺した事件として、大きく報道された。また、その犯行手口から、社会に「いつ誰でも同じような被害に遭うかもしれない」という大きな衝撃・恐怖感・不安感を与え、加害者3人への極刑を求める世論が沸き上がった。被害者Aの母親は加害者3人への極刑適用を求めた署名活動を行い、事件発生から5年間で33万人以上の署名を集めたほか、法務大臣・検事総長への請願や、犯罪被害者遺族への支援拡大を求める活動などを行っている。
事件発生直後、『中日新聞』『読売新聞』『毎日新聞』はそれぞれ社説で、インターネットの匿名性が反社会的行為に悪用される危険性や、本事件以前からインターネットを利用した犯罪が続出していたことなどを指摘し、違法情報への対策（法規制・摘発の強化など）の必要性を訴えた。また、『中日新聞』 (2009) は社説で、本事件を「現代社会の体感治安の悪化を物語った事件」と評している。
名古屋テレビ放送（メ〜テレ）が2012年（平成24年）1月9日、開局50周年記念番組『ドデスカ!UP!増刊号』の番組内で、東海地方の「心に残るニュース50選」を放送するため、「事件＆事故」部門でアンケートを集計したところ、本事件は8位に入っている。

## 事件前の経緯
本事件の加害者である「山下」（当時40歳・「山下」は偽名／本名のイニシャル「K・K」）は、事件の8年ほど前から携帯電話で闇サイトを利用し続けていた。「山下」は本事件以前に、闇サイトを利用した別の詐欺事件を起こし、2005年（平成17年）7月にはオレオレ詐欺事件に関与したとして、詐欺罪で、懲役1年2月・執行猶予4年に処された。また、KT（本事件当時36歳） も2006年（平成18年）3月、闇サイトを悪用した詐欺事件で、懲役3年・執行猶予5年に処されたが、両者とも金欲しさから、闇サイトへの投稿・閲覧を続けていた。
一方、本事件後に夫婦殺害事件の余罪が判明した堀 慶末（本事件当時32歳）は2007年3月、同居女性の金を遣い込んだことが露見し、激怒した彼女によって家を追い出された。その後、堀は別の知人女性宅で同居していたが、先述の女性への借金の返済手段を求め、ネットサーフィンをしていたところ、携帯電話の闇サイト「闇の職業安定所」（以下「闇の職安」）を見つけ、同サイトの掲示板に投稿するようになった（同年6月ごろ）。堀はまず、借金および未払金回収の仕事を募集する書き込みを見て、投稿主と接触したが、無報酬に終わったため、自ら掲示板に「名古屋周辺で何か仕事はないか」と仕事募集の投稿をした。
同年7月、堀の投稿に「山下」が反応し、2人で会う寸前まで話が進んだが、その後は堀の都合がつかず、いったん連絡は途絶えた。一方で「山下」は同月ごろ、人材派遣会社を辞めて住む場所を失い、借金の取り立てから逃れるため、車内で路上生活を送っていた。その際に用いていた車（および犯行に用いた車）である日産・リバティは、かつて闇サイトを利用した盗難保険金詐欺に加担した際、依頼主から仕事の謝礼として受け取ったものだった。また、この詐欺に加担した際、依頼主の男から車内での練炭自殺を装ってリバティを燃やし、処分することも提案されていたが、後に本犯行で使用した綿ロープと手錠は、そのために用意されたものだった。

### 8月21日
2007年8月16日、「山下」は「闇の職安」の東海版に、「刑務所を出所したばかりだ。東海地方で一緒に何か組んでやらないか」と投稿した。この投稿に対し、まず「杉浦」（当時29歳・偽名）が返信したほか、同月20日には堀（当時32歳）が「こづかい稼ぎですが、（人を）拉致して金を出させます（預金引き出し）」というメール（捜査報告書より）を送信。また、同日にはKTも「以前はオレオレ詐欺をメインにしていたが、貧乏すぎて強盗でもしたい」というメールを送信した。なお、この時には「山下」「杉浦」だけでなく、堀も「田中」の偽名を用いていたが、KTは本名を名乗っていた。
この3人以外にもいくつかの反応があったが、「山下」はこの3人を選んで返信し、翌日（2007年8月21日）9時には、堀の住居の近くにあったファミリーレストランで堀と初めて対面した。そこで、両者は互いに脚色を交えながら自己紹介を行った上で、「山下」の運転するリバティで愛知県豊川市へ移動し、「杉浦」と合流した。そして、3人で犯罪計画について話し合いつつ、「山下」がメールでKTに「今三人で会議中なんですけど、金庫破りか 金持ってる人を拉致って引き出す計画です」（捜査報告書より）と相談したところ、KTは「拉致はターゲットを探すのが大変ですから 金庫ですかね」「金庫破りや事務所荒らしは下見が必要だから、夜間金庫か、パチンコ屋の景品交換所を襲う方が良い」などと返信した。そのメールを見せられた堀は、自身が通っているパチンコ店（キング観光サウザンド栄東新町店）の常連客で、常に大金を持ち歩いていた男性を同店駐車場で待ち伏せて襲撃し、財布や鞄を奪う強盗を提案。堀はその常連客と顔見知りだったため、「自分はバックアップに専念するので、襲撃は2人（「山下」と「杉浦」）でやってほしい」と持ち掛け、2人もその案に賛同した。そのため用いる道具として、「山下」が既に入手していた綿ロープと手錠に加え、近くのホームセンターで堀が金槌と軍手を購入。綿ロープと手錠に加え、この時に購入した金槌（重量約580 g）と、購入先であるホームセンターのレジ袋が、後に殺人事件の凶器として用いられた。
3人はその後、高速道路経由で名古屋市内へ移動し、「キング観光」の地下駐車場で標的の常連客を待ち伏せ、レクサスに乗って帰宅しようとする標的を尾行。居宅を特定した上で、この常連客を金槌で襲撃するなどして拉致し、キャッシュカードを奪って暗証番号を聞き出し、現金を引き出すといった計画の実行を試みたが、途中でレクサスを見失ったため、失敗した。このため、「山下」はその旨をKTにメールで報告した際、同日21 - 22時ごろに金山駅で合流する約束を取り付けた上で、その間に堀の知人宅（天白区平針方面の豪邸）に空き巣に入る計画を立てたが、飼い犬が鳴いていたため侵入できずに終わった。結局、「杉浦」はアパートから退去するため、KTとの合流を待たず電車で帰宅。KTは22時ごろに原付で金山駅に到着し、合流した堀や「山下」と互いに虚実ないまぜの自己紹介をし合いつつ、「自分は広域暴力団の元構成員で、覚醒剤や拳銃を入手できるルートを持っている。大金を得るには覚醒剤を仕入れ、売人を雇って売りさばく秘密組織を作ったり、女性を拉致して覚醒剤中毒にさせ、風俗に売り飛ばせば良い」などといった趣旨の提案をした。また、堀から（ホームセンターで購入した）金槌と軍手を見せられた際、「こんなハンマーで（頭を）叩くと、死んでしまわないか」「（標的に）顔を見られたら殺すのか」などと問いかけたが、堀や「山下」はそれに異を唱えず同調した。

### 8月22日
翌日（2007年8月22日）、KT・堀・「山下」の3人は、前日から考えていたパチンコの常連客襲撃と、KTが提案した偽装養子縁組の子役の男からの取り立てを並行して行おうとしていたが、後者は失敗。昼ごろ、「山下」はTSUTAYA（名古屋市緑区鳴海）の駐車場でKTと落ち合い、「杉浦」が来るのを待った。この間、2人は虚構の犯罪歴を互いに自慢しつつ談笑していたほか、KTは「山下」が手錠を見せてきたところ、「手錠の爪を折らなければ、鍵をかけていても簡単に外される」と言い、ペンチで手錠の爪を折った。しかし、約束の時間になっても「杉浦」は来なかったため、2人は携帯電話の出会い系サイトを検索し、サイトを用いて援助交際している人妻を呼び出して現金を奪ったり、そのことを種に脅迫したりすることを考えたが、これも思うようにいかず、断念している。
2人は同日16時ごろ、堀の待つパチンコ店へ移動し、地下駐車場で（前日と同じ常連客を）待ち伏せ、千種区内の高級マンションまで尾行に成功したが、KTがマンションの駐車場を確認したところ、防犯カメラが多数設置されていた。その旨を報告された堀は「それでは無理だろう」と発言したが、KTは「どうせ顔を見られるなら、（常連客の）部屋に侵入して殺してしまおう」と提案。堀・「山下」の両者ともそれに異を唱えなかったが、マンションはセキュリティが厳重だったため、襲撃計画はいったん見送った上で、18時ごろに「杉浦」と先述のTSUTAYA駐車場で合流した。KTは遅れてきた「杉浦」に苛立ちを露わにしつつも、「パチンコ店常連客を襲うんだったら、最悪は殺してしまうことになるかもしれないが、それでもいいか」「これは3人の総意なんだ」などと告げたが、「杉浦」は「強盗殺人は、（法定刑が）無期か死刑しかないから、やりたくない」と拒否した（捜査報告書より）。このため、KTから「「山下」が入手している他人名義のクレジットカードで買い物をしてみろ」と提案され、コンビニエンスストアで煙草2箱を購入してきた。これにより、カードが使えることが分かったため、ドン・キホーテで金のネックレスを購入して換金しようとしたが、それ以降はカードが使えなかったため、失敗した。
4人は同日22時ごろ、堀が常連として通っていたダーツバー（名古屋市中川区）を襲撃することを計画し、経営者宅の下見などを行ったが、隣家の電気が点いていたため、「人目につく」と判断し、同日の襲撃は断念した。

### 8月23日
このように次々と犯罪計画が失敗に終わったことに加え、それまで下っ端扱いされていたことも相まって、「杉浦」は不満を爆発させたが、KTは「だったら若い女を拉致・監禁してキャッシュカードを奪い、暗証番号を聞き出して金を引き出そう。最後は殺してしまえば良い」などと提案し、堀と「山下」もそれに賛同した。この時の話し合いでは、風俗嬢（キャバクラ嬢・ソープ嬢）が候補に上がったが、前者はKTが「金を持っていなさそう」と反対し、後者も「山下」が「拉致する場所は名駅か栄になる。車での逃走が難しい」と、堀も「ソープ嬢はバックに暴力団がついているから、父と兄が暴力団員である自分としては賛成できない」と難色を示した。
その後、KTや堀はそれぞれ帰宅し、「山下」と「杉浦」が2人きりになったが、「杉浦」は自分と考えが違い、自分を見下したような態度を取ってくるKTを嫌い、「KTを外し、堀を含む3人で組みたい」と言い出した。翌日（8月23日）昼ごろ、「山下」は堀と落ち合った際に「ダーツバーの店長が売上金を持ち歩いているので、それを襲おう」と提案され、店長宅を下見しに行った上で襲撃することを約束し合ったが、堀を自宅に送り届けた後で翻意。堀との約束を反故にし、「杉浦」と名古屋市瑞穂区内で落ち合い、かつて自身が住んでいた瀬戸市へ向かう途中、給油のために立ち寄った尾張旭市のガソリンスタンドを「後で襲おう」と決めた。その後、強盗に用いる道具を用意するため、「山下」は20時ごろに名古屋市守山区内のコンビニで粘着テープを購入したほか、「杉浦」は20時30分ごろに瀬戸市内のジャスコで、包丁（刃体の長さ約18.6 cm）を万引きした。そして、スギ薬局（瀬戸市）で店から出てくる店員を包丁で脅す強盗を企てたが、結局閉店時刻までに襲撃のタイミングを掴むことができず、先述のガソリンスタンドも23時に閉店していたため、どちらも強盗に入ることはできなかった。
そこで、「山下」はかつて勤めていた会社の事務所（愛知郡長久手町）の手提げ金庫を狙い、この事務所に侵入することを決意。8月24日0時15分ごろ、「杉浦」が1階出入口のガラスをドライバーで破り、事務所の1階北東出入口内側ドアの施錠を外し、建物内に侵入した。そして、中にあった机の引き出しを開けるなどして金品を物色したが、そこでも金庫は見つけられなかった。「山下」は、年長者である自分に対する「杉浦」の態度を「生意気だ」と受け取っていたこともあって、「杉浦」を事務所に残したまま、リバティで逃走した。その後、土地勘のない場所に1人残された「杉浦」は、24日0時55分ごろ、自ら公衆電話（名古屋市名東区内）から110番して自首。「杉浦」は同日3時20分ごろ、建造物侵入・窃盗未遂容疑で、名東警察署に緊急逮捕された。「杉浦」は取り調べに対し、「『闇の職安』を通じて1週間前に知り合った共犯者（＝「山下」）がいる」という旨を自供していたが、名東署から「『闇の職安』を使った事件があった」という旨が特捜本部に知らされたのは、本事件の発生後（8月27日）だった。
その後、「杉浦」は建造物侵入・窃盗未遂の罪で名古屋地裁に起訴され、後に薬局の強盗を計画した強盗予備罪でも追起訴された。「杉浦」は同年11月12日に「犯行はいずれも未遂だが、多大な被害が生じた可能性は高い」として懲役2年を求刑され、同月20日に名古屋地裁（寺澤真由美裁判官）で懲役2年・執行猶予3年の有罪判決を受けた。

## 事件当日

### 殺害の共謀成立
「山下」はいったんは「杉浦」と2人だけで犯行を犯そうとしたものの、「やはり、KTや堀は犯罪経験が豊富そうだから、それを利用したい」と思い直した。同日1時ごろ、「山下」はKT宛てに謝罪のメールを送信。これを受け、KTは堀に対し、「山下」について「使えるうちは使いますか」などと伝え、これを受けた堀は「山下」と直接電話で話をした後、KTに対し、「これで山下さんも下見や情報がどれだけ大事か分かったと思うので、（中略）使うとかじゃなく仲間としていいのではと思いますが…甘いですかね？とりあえず明日一緒に行きます」などというメールを送信した。KTも堀の意見に賛同し、24日午後に再び3人で会うことになった。
「山下」は同日13時ごろに堀を自宅まで迎えに行ったほか、15時ごろにKTと鳴海のTSUTAYAで落ち合った。その上で、3人で新たな犯罪計画について話し合ったが、「山下」はリバティの車内で「杉浦」の盗んだ包丁を見せ、「これなら人やれますよね」（＝この包丁なら人を殺せるか？という趣旨）などと発言した。堀が「今週中に30万円ぐらいどうしても必要だ」と発言したところ、それに対しKTが「それならば、今日中になんとかしなければいけない」と、前日に出た女性を拉致し、キャッシュカードと現金を奪う計画を改めて出した上で、拉致した女性について「最後は殺しちゃうけど、いいよね」と確認したところ、2人とも「いいですよ」などと言って了承した。名古屋高裁 (2011) は、このように堀と「山下」がKTの「最後は殺しちゃうけど、いいよね」という言葉に承諾する返事をした時点（24日15時ごろ）をもって、「殺害（および死体遺棄）の共謀が成立した」と認定している。
さらに犯行計画を練るため、3人は名古屋市北区内のファミリーレストランへ入店し、計画について話し合った。先述の理由で風俗嬢は候補から外された一方、堀はOLの拉致を提案。その標的は、「黒髪で地味そうな（多額の貯金をしていそうなため）女性で、年齢は20歳代後半 - 30歳代前半ほど」とされたほか、KTは「今日（8月24日・金曜日）なら給料日になるだろうし、しばらく拉致・監禁すれば、ある程度まとまった金を引き出せるだろう。標的は（家族と同居していると、家族がすぐに警察に届ける虞があるため）1人暮らしが良い。1人暮らしなら、その部屋に居座って監禁することもできる」と提案した。
次いで、堀は監禁場所として、名東区高針のアパートを提案したが、その部屋はかつて堀が起こした碧南市パチンコ店長夫婦殺害事件の共犯者である元仕事仲間の部屋だった。次いで、KTは「闇の職安」で現金自動預払機 (ATM) から預金を引き出す「出し子」を探したが、ふさわしい人材が見つからなかったため、「山下」が引き出しを行うことになった。そして、拉致場所について相談し、堀の提案通り、高級住宅街の多い名古屋市営地下鉄東山線の沿線（覚王山・一社・上社・本郷方面）に決まった。また、KTは「山下」に対し、被害者が騒ぐといけないので、「車の中でレイプはしないで下さい」「監禁した後は、一緒に寝泊まりしてくださって結構ですから」と言い、「山下」もそれを了承した。
こうして、3人は19時過ぎに話し合いを終え、レストランを退店。通行中のOL（20歳代後半 - 30歳代）を拉致して金品を奪い、犯行の発覚を阻止するために殺害して、死体を遺棄する旨の犯行計画が決められた。

### 拉致

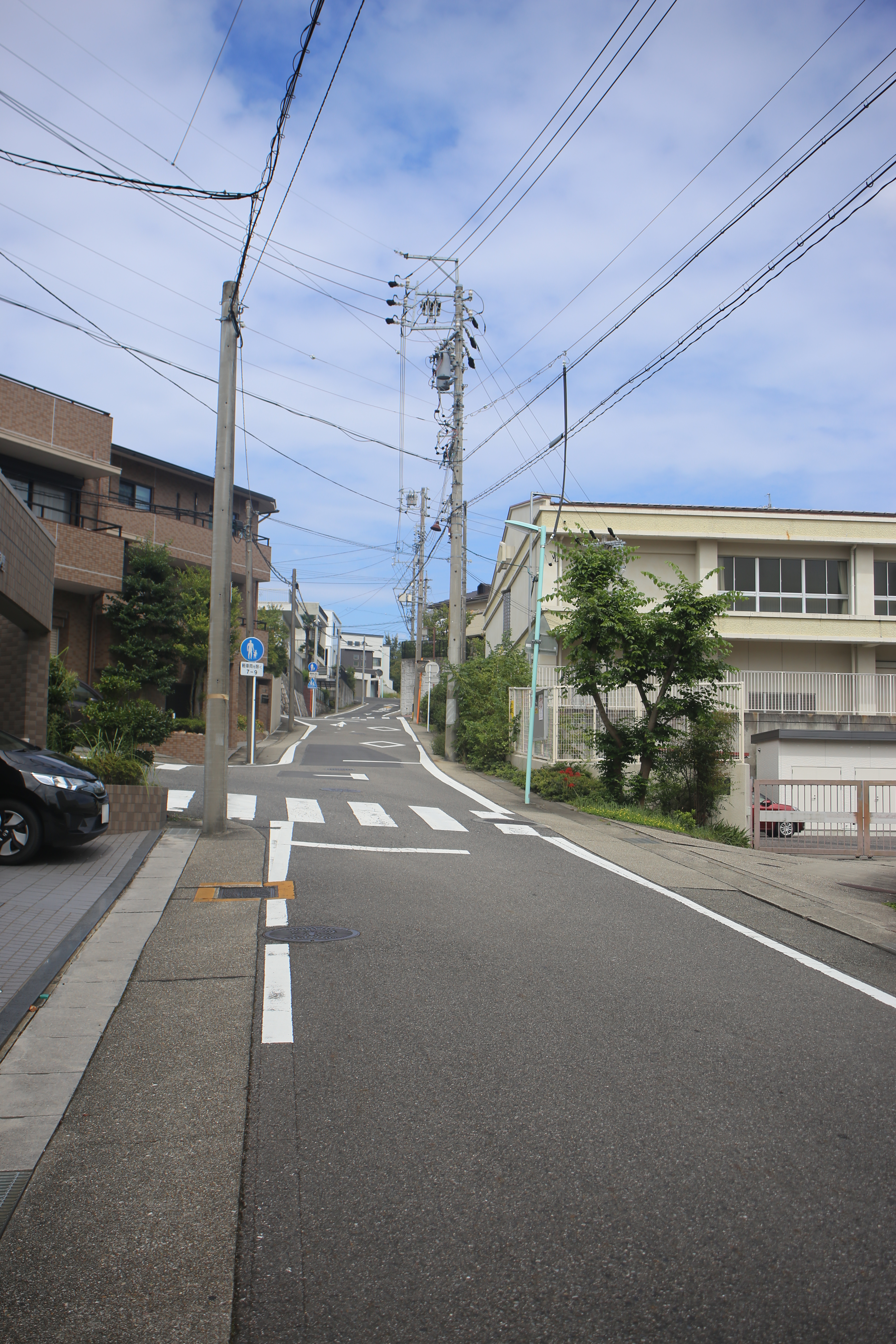
拉致現場付近（千種区春里町2丁目4番地の1）の路上。2021年9月撮影。

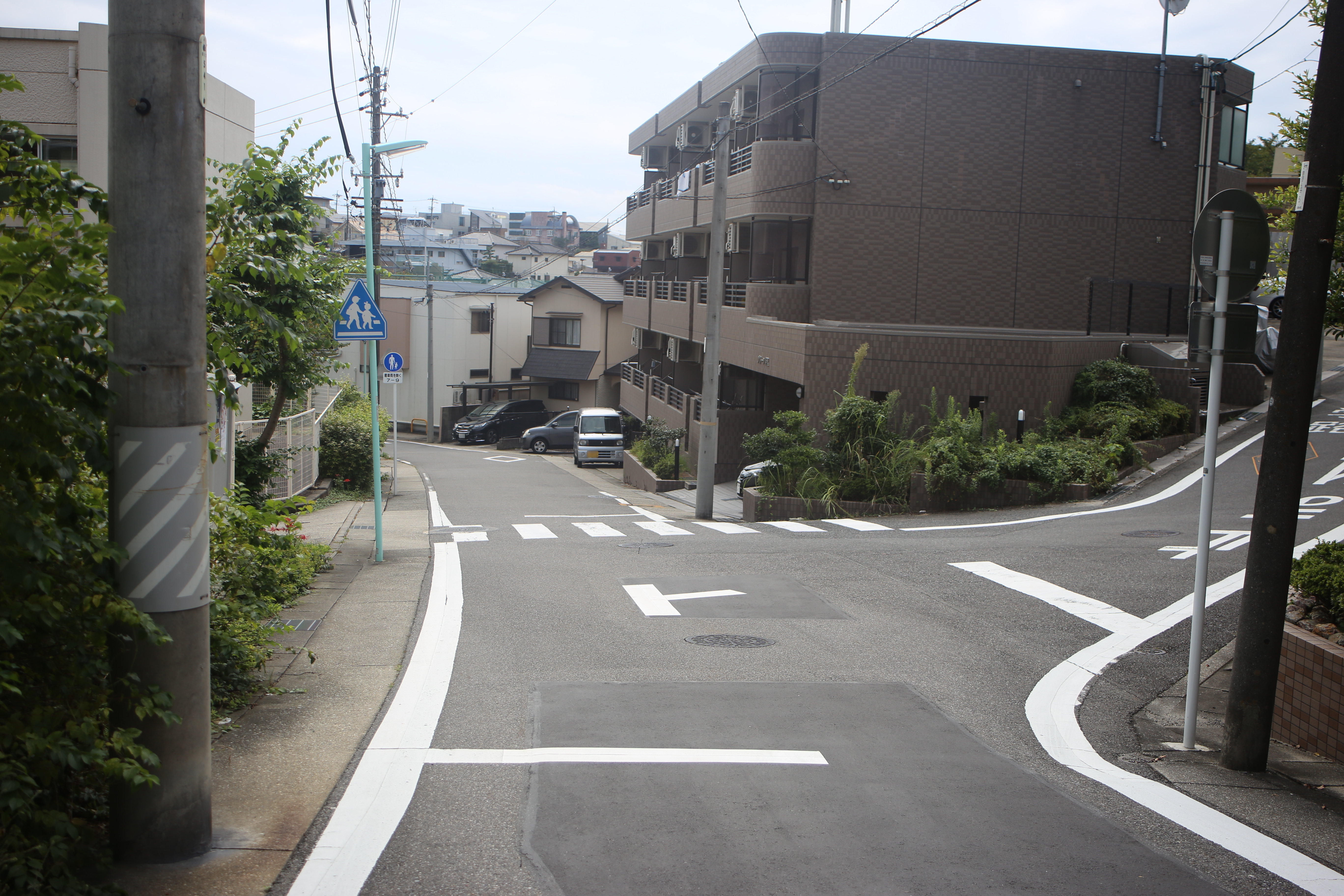
上記地点を逆方向から撮影した写真。

ファミリーレストランを退店後、3人は「山下」の運転する車（リバティ）で標的の物色を開始。KTと堀は互いに軍手を嵌め、KTが2列目シートの助手席側に、堀が運転席側にそれぞれ座り、拉致する標的が車の左方にいた場合はKTが、右方にいた場合は堀がそれぞれ拉致を実行することになった。そして、拉致した女性をKTと堀の足元（2列目シートの床上）に横向きに座らせることとなった。また、堀は粘着テープを15 cm程度にちぎったものを4枚重ね合わせ、口を塞ぐための特殊なテープを作って用意していた。
その状態で、3人はATMで預金を下ろした後のOLを狙い、まずは覚王山・本山付近に向かい、その後は一社・本郷などへ移動しつつ、女性を物色したが、いずれも周囲に対向車や通行人がいたり、タイミングが合わなかったりしたことから、拉致には至らなかった。やがて夜が更け、通行人の数も少なくなっていた中、堀が「今まで回った中では、本山（駅周辺）と覚王山が良い。街灯が少なくて道が暗いし、道幅も狭いから拉致しやすい」と提案したため、覚王山から本山へ向かうことになった。なお、被害者女性A（当時31歳）の自宅（名古屋市千種区春里町2丁目） があった市営住宅の最寄り駅は、自由ヶ丘駅（地下鉄名城線）だった が、Aは通勤で東山線を利用しており、普段利用していた駅は東山線の駅である本山駅（東山線と名城線の乗換駅）だった。また、Aは8月末に当時の勤務先（名古屋市中区栄） を退職し、料理関係の仕事に転職する予定だったが、そのための送別会などにより、帰りが遅くなることが多かった。
同日23時ごろ、「山下」は春里町2丁目付近で、被害者Aが車の前方から歩いてきたところを発見。Aの見た目は標的の条件に合致していたため、3人ともAを拉致することを決めた。「山下」は車をUターンさせてAを尾行し、Aの母校でもあった自由ヶ丘小学校の専用歩道橋（校舎と道路を隔てた先にある運動場を結ぶ歩道橋）の付近でAを追い抜くと、約10 m先にあったマンションの駐車場前（道路の左側）で停車し、Aを待ち伏せた。この停車地点が、拉致現場（春里町2丁目4番地の1付近の路上）である。
23時10分ごろ、Aが車の右脇を通り過ぎた際、堀が後部ドアを開けて降車。堀はAに道を尋ねるふりをして、背後から近づき、Aが立ち止まったところ、口を右手で塞ぎ、左手でAの腹部辺りを押さえ、背後から抱きかかえるようにした。そして、Aをリバティの後部座席（運転席側）のスライドドアから車内に押し込み、KTも車内からAを車内に押し込むようにして、Aを拉致・監禁した。そして、堀はAの右手に手錠を掛け、予め口を塞ぐために用意してあった粘着テープをAの口に貼り付け、完全に抵抗できない状態にした上で、シート下の床に座らせた。3人はそのまま、Aを乗せたまま車を走らせ、人目に付かない場所まで連行した。
「山下」は当初、Aを堀の用意した部屋へ拉致するため、高針方面へ車を走らせたが、KTが「人気のない方へ行け」と指示。「山下」は木曽三川公園方面へ向かうことに決め、広小路通（主要地方道名古屋長久手線）から県道名古屋甚目寺線（通称「外堀通り」）に出て西進した。しかし拉致から約15分後、国道155号を南進していたところ、Aが「吐きそう」と訴えたため、「車内で吐かれたくない」と思った「山下」は車を停められる場所を探し、国道沿いのレストラン屋外駐車場に至った。その場所が、殺害現場となった屋外駐車場（愛西市内佐屋町西新田39番1）で、到着時刻は8月25日0時ごろだった。

### 殺害
翌日（8月25日）0時過ぎ、3人は屋外駐車場（同県愛西市）に駐車したリバティの車内で、Aから現金（約62,033円）や、キャッシュカードなど40点が入った白いハンドバッグ（時価合計15,440円相当）を奪った。その上で、Aに、キャッシュカードの暗証番号を教えるよう迫った、この時に「山下」がAに対しわいせつ行為を行ったため、KTはそれを不快に思っている。Aがなかなか暗証番号を言おうとしなかったため、堀は「山下」に命じて運転席のドアポケットにあった包丁を取らせ、それを受け取ると、その包丁（刃体の長さ約18.6 cm）を示しながら、「本当に帰れなくなっちゃうよ」「5分で（暗証番号を）思い出さないと刺しちゃうぞ」など、暗証番号を明かさなければ殺害する旨を告げて脅迫。しかし、5分経過してもAが暗証番号を口にしなかったため、KTが堀に「2、3回刺せ」と命じたところ、堀はAの太腿を刺そうとする姿勢を見せたり、怒りを示しながら「いい加減にしゃべれ。みんないらついているから早くしゃべれ」などと脅した。
結果、Aは虚偽の暗証番号として4桁の「2960」を述べた。それを聞き、KTが運転席の「山下」に口頭で番号を伝え、「山下」は0時45分、自身の携帯電話でその「2960」の番号を打って発信履歴を残した。その後、堀はKTとともに喫煙のため車外に出た。
KTと堀は、Aから真実の暗証番号を聞き出したと思い込み、口封じのためにAの殺害を決意した。一方、「山下」はKTと堀が車外に出た隙に乗じ、車内でAを強姦しようと、Aに覆いかぶさって服を脱がせようとしたり、スカートの裾をまくりあげるようにしたり、スカートのベルトを外そうとしたりしたほか、抵抗したAの顔面を平手打ちした。しかし、Aの悲鳴に気づいたKTらに制止されたため、未遂に終わっている。名古屋地裁 (2009) によれば、「山下」はKTたちが車外に出た際、1回目の強姦未遂行為におよんだが、Aが「きゃー」と悲鳴を上げたため、少なくともKTが車内に戻り、「山下」を止めて諌めた。2人は「山下」がAの強姦を諦めたものと思い、再び車外で今後のことについて相談などを始めたが、KTが「やっちゃおうか」などと提案したところ、堀は「ロープありますよ」などと言った。すると、KTは「腕で絞めます」などと言ったが、「山下」が再び強姦未遂行為におよんだため、Aが悲鳴を上げた。しかし、これに気づいたKTが堀よりも一足早く車内に戻って制止したため、「山下」は2列目シートからいったん車外に出て、その後、運転席に戻った。
まず、KTがAの背後から、頸部に自身の腕を回して絞め付けたが、失敗したため、堀は綿ロープをAの頸部に巻きつけ、その片端を「山下」に渡し、2人で両端を持って絞め上げた。しかし、両者の位置関係からうまく首を絞めることができず、堀は「ハンマー入れましょうか」と言い、準備していた金槌で殴打することをKTと「山下」に告げた。そして、綿ロープで首を絞めるのをやめ、金槌を取り出してAの頭部を強い力で3回連続して殴打した。しかし、それらの殴打によって返り血が車内に飛び散り、自身の口にも入ったことを気持ち悪く思った堀は、殴打を3回でやめている。
一方、Aは堀によって頭部を金槌で殴打され、力が一気に抜けたような感じになったが、しばらくしてから「殺さないで、殺さないって言ったじゃない」「お願いします、殺さないで、死にたくない」などと必死で命乞いをした。しかし、堀はそのような懇願を無視し、KTとともに、Aの顔面および頭部に粘着テープを数十回横方向に巻きつけ、その上からさらに縦方向に貼り付けた。これにより、Aは呼吸困難になったが、粘着テープの隙間から「フーン、フーン」とかろうじて呼吸をしていたため、それに気づいたKTと堀は、Aの頭部にビニール袋（金槌を購入したホームセンターのレジ袋）を被せて頸部まで覆い、その上から頸部・頭部に粘着テープを横方向に多数回巻きつけた。そして、最後にKTがAの頸部に綿ロープを巻きつけて絞め付けた上、頭部を金槌で約30回殴打し、Aを殺害した（殺害時刻：8月25日1時ごろ）。死因は頸部圧迫、もしくは鼻口閉塞による窒息死である。

### 死体遺棄・預金引き出し未遂
その後、堀はAの遺体をリバティの3列目の席に移動させ、上からタオルや荷物などを被せて隠した上で、車内に飛散したAの返り血を拭き取った。その後、3人でAから奪った現金62,000円を分け合い、稲沢市内の自動販売機で、堀の体に付いた返り血を洗い流すためのペットボトル入りの水を購入したほか、一宮市のドン・キホーテで「山下」が3人分の着替え用の衣服を購入。その後、3人は2時56分ごろ、小牧市内のATMで、Aから奪った中京銀行のキャッシュカードを使い、大垣共立銀行ネットプラザ支店の口座から、預金（検察官の上告趣意書によれば合計約890万円）を引き出そうとしたが、取り扱い時間外だったため、失敗した。そのため、死体を遺棄しようということになり、遺棄場所を話し合った上で、岐阜県内の山へ捨てに行くことになった。
3人はリバティで、中央自動車道の瑞浪インターチェンジから岐阜県道33号（山岡方面）を経由し、山道に入り、岐阜県瑞浪市稲津町小里の山林（林道脇）に向かった。その途中、瑞浪市稲津町にあった資材置き場からスコップ2本を入手し、同日4時40分ごろ、Aの死体を遺棄した。まず、KTが堀とともにスコップを使い、Aの遺体をトランクから下ろすと、「山下」に対し、「怪しまれるといけないから離れていろ」と言い、現場から離れさせた。2人は遺体をガードレールのすぐ先に投げ捨てると、その上から土を掛け、Aの遺体を遺棄した。この時、堀は以前、手錠を見せられた際に素手で触ったことを思い出し、自分の指紋が付着している可能性を考え、手錠を拭くなどしている。「山下」はKTの指示を受けて遺棄現場を離れ、いったん道の駅に向かったが、4時49分にKTもしくは堀から電話で「終わったから迎えに来てくれ」との連絡を受け、迎えに戻った。
そして、Aから奪った中京銀行のキャッシュカードで預金の引き出しを図り、同日9時10分ごろに同行知立支店（愛知県知立市）で預金の引き出しを試みたが、「山下」が先述の「2960」および（KTから電話で聞いた）「2946」の暗証番号を入力しても合致しなかった。次いで同日10時35分 - 36分ごろ、「山下」は名古屋市南区内のコンビニのATMでUFJ銀行（現：三菱UFJ銀行）のカードなどを使用し、「2960」や被害者Aの生年月日に由来する番号を利用して引き出しを試みたが、いずれも失敗に終わった。このように、預金の引き出しができなかったため、3人は同日夜、再び名駅付近で女性を拉致し、暗証番号を聞き出した上で殺害することを決め、解散した。

## 捜査
しかし、「山下」は2人と別れ、「有松ジャンボリー」（名古屋市緑区） の駐車場で仮眠を取ろうとしたが、13時30分に自ら愛知県警察本部の電話番号へ電話を掛け、「女性を拉致して金を奪い、岐阜県に埋めた」と話し、自首。これを受け、応対した当直の警察官は、電話の主である男（＝「山下」）に対し、その場に留まっているよう伝えた。「山下」は14時17分、緑警察署から派遣された警察官7人に身柄を拘束され、緑署で約15分間の事情聴取を受けた後、機動捜査隊に連れられて遺棄現場を案内。同日19時10分ごろ、「山下」の自供通り、Aの遺体が下半身に土を被せられた状態で発見された。
また、「山下」が「2人の共犯者（KTおよび堀）がいる」という旨を明かしたため、県警はその2人の居宅を特定した上で、3人が決めていた同日の「第2の犯行計画」を利用し、19時10分ごろ、自宅から出かけようとしていたKTの身柄を確保 し、KTを任意同行させた。また、「山下」に命じて堀宛てのメールを送信させ、同日22時ごろに堀の自宅マンション前で落ち合う約束を取り付け、約束の時間に自宅から出てきた堀を張り込んでいた捜査員が取り押さえ、任意同行させた。3人とも、「自分たちは闇サイトで知り合い、金を奪う目的で通りがかりの女性を狙った。顔を見られたので殺した」と供述したため、愛知県警は強盗殺人・死体遺棄事件として、捜査一課および千種警察署の特別捜査本部（特捜本部）を設置。県警特捜本部は翌日（8月26日）0時に事件発生を発表し、4時過ぎ、KT・堀・「山下」の3人を、死体遺棄容疑の被疑者として逮捕。翌8月27日に名古屋地方検察庁へ3人の身柄を送検した。
2007年9月14日、名古屋地検は被疑者3人を死体遺棄罪で名古屋地方裁判所へ起訴。同日、特捜本部は被疑者3人を強盗殺人・逮捕監禁・営利略取の各容疑で再逮捕し、名古屋地検は10月5日にそれらの罪で被疑者3人を追起訴した。また、「山下」については、Aの遺族から逮捕後に強盗強姦未遂の罪で告訴があり、地検も「その事実が認定できる証拠がある」と判断したため、同罪でも追起訴した。
KTは捜査段階で、「人を殺した以上、金を払ったり、謝ったりしても、責任を取ったことにはならない。それが犯罪者である自分のルールである」「自分は他人が作った法律ではなく、作ったルールに従って生きる。殺人に抵抗感はない」と供述した。また、KTは逮捕から数日後に「山下」が自首したことを知らされたが、これを恨み、別の警察署の留置場にいた「山下」に対し、脅迫めいた内容の手紙を送った ほか、弁護人に対し、「「山下」がAを乱暴しようとしておきながら、自首して責任を逃れる態度は不満だ」と述べていた。

## 刑事裁判

### 公判前整理手続
本事件の第一審における事件番号は、平成21年(わ)第1863号・平成21年(わ)第2010号・平成21年(わ)第2130号で、審理は名古屋地方裁判所刑事第6部（裁判長は近藤宏子、陪席裁判官は野口卓志・酒井孝之の両名）に係属した。同地裁における3被告人の公判前整理手続は、2007年12月27日に第1回手続が開かれた。その後、2008年（平成20年）3月11日（第2回） - 9月22日（第8回）にかけて手続が行われ、争点は3被告人の共謀が成立した時期などに絞られた。
公判前整理手続を行わない場合、起訴 - 初公判の期間は3週間 - 1か月半とされるが、本事件では起訴から初公判まで約1年を要したため、被害者Aの母親Bは、手続き中の2008年3月3日に当時の鳩山邦夫法務大臣へ、公判の早期開始などを訴える手紙を郵送した（後述）。
一方、KTは起訴後、精神不安から体調を崩し、自室で首吊り自殺を図ったほか、「山下」も体調を崩し、精神安定剤を必要とするようになった。

### 第一審
本事件は殺害された被害者が1人であるため、刑事裁判では量刑（被告人3人に死刑を適用することが妥当か否か）が最大の焦点となった。
最高裁判所が1983年（昭和58年）7月に連続4人射殺事件の上告審判決で示した死刑選択基準「永山基準」では、「犯行の罪質、動機、態様ことに殺害の手段方法の執拗性・残虐性、結果の重大性ことに殺害された被害者の数、遺族の被害感情、社会的影響、犯人の年齢、前科、犯行後の情状」といった事情を総合的に考慮し、「その罪責が誠に重大であって、罪刑の均衡の見地からも一般予防の見地からも極刑がやむをえないと認められる場合には、死刑の選択も許される」と判示されている。同判決では、「ことに」と強調した上で被害者数に言及しているため、同判決後の刑事裁判では殺害された被害者が1人の場合、大半で懲役刑が選択されていた。
司法研修所の報告 (2012) によれば、1970年度（昭和45年度）以降に判決が宣告され、1980年度（昭和55年度） - 2009年度（平成21年度）の30年間に死刑か無期懲役が確定した死刑求刑事件（全346件）について調査したところ、死刑宣告に当たっては被害者の数が最も大きな要素となっていることが報告されている。先述した346件のうち、死亡した被害者が1人で死刑が求刑された事件は100件（殺人48件＋強盗殺人52件）であるが、うち死刑確定は32件（全体の32％／殺人で18人〈38％〉・強盗殺人で14人〈27％〉）となっている。その内訳は、事前に被害者を殺害することを計画した上で実行した事例（身代金目的の誘拐殺人および保険金殺人、高度な計画性を有する強盗殺人）や、無期懲役刑の仮釈放中に殺人および強盗殺人を再犯した事例などがある。また、「（被害者1人の）強盗殺人事件の場合は死刑選択に当たり、当初から被害者の殺害を計画・決意していたことに加え、犯行動機、具体的な犯行の計画性の程度、犯行の社会的影響、被告人の前科・余罪などといった犯情・一般情状などを総合して判断されているようだ」と報告されている。

#### 初公判から
3被告人の初公判は、2008年9月25日に開かれた。3被告人とも、起訴事実のうち被害者Aの殺害については認めたが、それぞれ「殺害を主導したのは自分ではない」「殺害の計画性はない」と主張。以下のように争った。
|                                | 検察官の主張 | KT（および弁護人）の主張 | 堀側の主張 | 「山下」側の主張 |
| ------------------------------ | --- | --- | --- | --- |
| 罪状認否                       | | 詳細が一部異なる | 「Aに手錠をかけた」という点は事実ではない | 殺害方法の順番が異なる |
| 計画性                         | 3被告人の間で、事前に殺害に関する合意があった。 周到な計画性まではなかったが、元から無差別に通りがかりの女性を狙うことを決めており、刑事責任を軽くする要因にはならない。              | 虚勢を張り合う中で起きた偶発的な犯行であり、殺害方法や場所も決めていなかった。計画性は認められない。 | 虚勢を張り合う中で起きた偶発的な犯行であり、殺害方法や場所も決めていなかった。計画性は認められない。 | 虚勢を張り合う中で起きた偶発的な犯行であり、殺害方法や場所も決めていなかった。計画性は認められない。 |
| 強盗殺人などの共謀の成立時期   | 事件当日15時ごろ、KTの「最後は殺しちゃうけど、いいよね」という言葉に堀と「山下」が賛同した時点                                                                                        | 共謀の成立 - ファミリーレストランを出て車に乗り込んだ時。（堀からハンマーを見せられ「顔を見られたら殺すのか」と発言したのは）冗談交じりの発言に過ぎない。当初は強盗殺人までは考えていなかったが、2人が殺人まで考えていると聞き、「強盗の誘いを断れば、自分が襲われる」と思い、承諾したような返事をした。 殺意 - 確定的ではなく、最悪を想定した未必的なもの。金槌による殴打は確実に殺害するためではなく、Aが長い間苦しまないようにするため | 殺害現場で共謀が成立した。（左のKTの発言に対し）「そうですね」と応じたのは、その場限りでの発言だ。 | （左のKTの発言に対し）「仕方ないでしょう」と応じたのは見栄を張るためで、当時は殺人まで犯すつもりはなかった。 |
| 犯行への関与の程度             | 特定の誰かが主導したわけではなく、3人がいずれも重要な役割を果たしており、刑事責任は同等。                                                                                             | Aの首を絞めていた時点で、「山下」は運転席にいた。 | Aの首を絞めていた時点で、「山下」は運転席にいた。 | 首謀者は『闇の職安」で呼びかけた自分だが、3人は同格。主犯はKT で、KTと堀の責任は自分より重い。 （殺害行為には）KTと堀がAの首を絞めるなど殺害行為をしていたため、やむを得ず加わった が、それまでは車の外にいた。 |
| 犯行への関与の程度             | 特定の誰かが主導したわけではなく、3人がいずれも重要な役割を果たしており、刑事責任は同等。                                                                                             | 分け前は平等で、（自分たち3人は）同格だった 堀がAから暗証番号を聞き出した後、「もうやっちゃいましょうか』と自分に殺害を提案してきたが、「まだ暗証番号が本当なのかわからない」と思い、首を絞めて失神させようとした。しかし「山下」がAを襲い、騒がれる恐れがあったため、殺害せざるを得なくなった。 | KTが犯行を主導していた KTから「素手で殺害する」と言われ、犯行への加担を決意した が、それまでは拉致して金を奪うことはともかく、「殺す」という話は出ていなかったし、殺害を提案された際には疑問を感じたが、反対はしなかった。       | 首謀者は『闇の職安」で呼びかけた自分だが、3人は同格。主犯はKT で、KTと堀の責任は自分より重い。 （殺害行為には）KTと堀がAの首を絞めるなど殺害行為をしていたため、やむを得ず加わった が、それまでは車の外にいた。 |
| 量刑判断における被告人側の事情 | 預金の引き出しに失敗したことから、次の強盗殺人を計画するなど、犯罪性向と反社会性が根深い。3被告人の刑事責任は同等で、「山下」の自首も反省に基づくものではなく、刑の減軽には値しない。 | （弁護人）幼少期から安定した生活を送れず、社会への適応が困難だった。 計画性がない点、被害者が2人である点や、殺害方法も（他の死刑事件と比較すると）残虐性が低い点などに照らし、無期懲役か有期懲役が妥当だ。 | （本人）KTが30回以上、Aの頭部を殴打したのを見て「もういいんじゃないか」と言ったが、KTは殴るのをやめなかった。 （弁護人）性格は柔和で犯罪性向は低く、犯行を深く反省している。矯正不可能とはいえず、生きて罪の償いをさせるべきだ。 | （弁護人）犯行は従属的。自首は事件直後、良心の呵責に耐えきれず行ったもので、「山下」の自首によって捜査が容易になった。法廷での発言はともかく、心底では反省している。                                            |

一方、第2回公判（2008年10月10日）および第4回公判（2008年10月31日）に証人として出廷した「杉浦」は、「KTがグループに加わって以降、強盗殺人の話が出るようになった」と証言した。
被告人3人は当初、いずれも被害者Aや遺族への謝罪の弁を述べず、KTは自身の交際相手に対し、Aを侮辱したり、事件を「仕事」と形容したりする内容の手紙を書いたが、その手紙についてKTは「犯行時の正直な気持ちを書くよう求められてそう書いた」と説明した。「山下」は第6回公判（11月7日）で、KT・堀の両被告人に対し、「（被告人としてこの場にいるのは）お前らのせいだ」と暴言を吐き、第14回公判（12月11日）の被告人質問の際、検察官から「（被害者への心境などについての質問に対する答えが）他人事のように聞こえる」と指摘されたり、近藤裁判長からも「開き直っているのか」とたしなめられたりしていた。また、堀は証言の際に涙を見せたが、近藤から「他人のせいばかりにして、本当に反省しているのですか」と厳しく問い質される場面があった。
一方、第13回公判（2008年12月8日）では、同日以前から3被告人への極刑適用を求めた署名運動を行っていたAの母親B（後述）および、Aと交際していた男性Cが証人として出廷し、Bは「同種の犯罪を抑止するため、3人への死刑を臨む」と陳述。また、BおよびCは、Aが3人に伝えた虚偽の暗証番号「2960」の意味について、「Aは生前、よく数字の語呂合わせをしていた。『憎むわ』の意味だと思う」と証言した。加えて、KTおよび「山下」の父親は、それぞれ息子に対する量刑について「被害者や遺族に申し訳ない。極刑が妥当」と述べた。
検察官は裁判員制度を意識した ほか、2008年12月に施行された被害者参加制度を先取りする形で、法廷で被害者Aの写真を映し出すなど、視覚的に訴える立証に力を入れた。また、遺族が集めた極刑を求める署名（当時30万件以上）については、証拠採用はされなかったが、検察官が冒頭陳述・証人尋問・論告で繰り返しその存在について言及し、処罰感情の強さを強調した。

#### 3人に死刑求刑
2009年（平成21年）1月20日に開かれた第17回公判で、検察官の論告求刑が行われ、被告人3人はいずれも死刑を求刑された。
同日の論告で、検察官は「3人は被害者Aを拉致する以前から、金を奪うために拉致・殺害の合意形成をしていた」と指摘した上で、闇サイトを悪用した犯罪について「共犯者が集まりやすく、共犯者同士が個人情報を秘匿するため、発覚が困難だ。模倣性も高く、厳罰で臨む必要がある」と主張した。また、犯行態様については「Aの命乞いを無視し、肉体的激痛や精神的恐怖心を加えながら殺害した方法は、生き埋めと変わらない残虐な殺害方法だ。3被告人はいずれも、自己の利欲目的を達成するため、一体となって計画に基づいた犯行を遂行した上で、何ら躊躇もなく残忍な犯行におよんでおり、犯行への酌量の余地は認められない。3人は他人の生命を軽視する犯罪性向・反社会性が根深く、犯行後も同様の強盗殺人を実行しようとしたことや、反省のない態度を取っていることなどに照らせば、更生可能性は認められない。被害者Aの遺族（母親B・伯母D）や関係者（元交際相手の男性C）が3人への極刑を求めていることも当然である」と訴えた。
その上で、「本事件は面識のなかった3人が、携帯電話のサイトで知り合い、帰宅途中の女性を無差別に狙い、残酷な方法で殺害した犯行で、社会に大きな衝撃を与え震撼させた。『永山基準』に照らしても、事案の重大性・凶悪性は明白で、利欲目的で被害者を略取・殺害した本犯行は、身代金目的誘拐殺人（殺害された被害者が1人で、被告人にさしたる前科がない場合でも、最高裁で死刑が確定した事例が多数存在）の場合と罪質に変わりはない。被害者が1人でも、罪責が重大な場合は死刑を選択すべきだ」と主張。その根拠として、本事件を「過去の事例ではくくれないケース」と位置づけた上で、最高裁で被告人への無期懲役判決が「被告人が犯行時、少年だったことを過大に評価した」として破棄された光市母子殺害事件の上告審判決を引用し、「殺害された被害者の数や犯行時の年齢など、『永山基準』で示された9項目の要素のうち、1つが際立って悪質とは言えない場合でも、犯行形態などを総合的に考慮し、死刑選択が妥当だ」と訴えた。そして、「KTと堀の刑事責任に差異はない。「山下」の自首も心からの反省悔悟によるものとは認められず、過度に有利な情状とすべきではない」と主張し、「犯した罪の報いを正当に受けることを社会に示すため、被告人3人には極刑をもって臨むほかない」と結論づけた。

#### 最終弁論・結審
同年2月2日に開かれた第18回公判で、3被告人の弁護人による最終弁論が行われ、結審した。最終弁論で、3被告人の弁護人はいずれも「犯行グループは互いの意思疎通が不十分な寄せ集めの集団による、場当たり的な犯行だ。事前に具体的な殺害方法・場所も決めておらず、殺害は突発的なものだ。綿密な計画性はなく、被害者が1人の死刑確定事件と比べて特段に悪質ともいえない。検察官は『体感治安を悪化させた』と主張するが、闇サイトを悪用した事件は本事件が初ではない」と主張し、死刑回避を求めた。
最終意見陳述で、堀は「極刑を受け入れる覚悟はできている」、「山下」は「開き直ったような発言は売り言葉に買い言葉で、本心ではない」とそれぞれ述べ、初めて被害者遺族に謝罪した一方、KTは「特に申し上げることはない」と話した。

#### 2人に死刑・1人に無期懲役宣告
2009年3月18日に第一審の判決公判が開かれ、名古屋地裁刑事第6部（近藤宏子裁判長）は被告人3人のうち、KTおよび堀の2人を死刑に、残る「山下」を無期懲役に処す判決を言い渡した。日本弁護士連合会（日弁連）が把握していた確定判決の統計によれば、1983年に最高裁で「永山基準」が示されて以降、殺害された被害者が1人の殺人事件で死刑が確定した事例は、当時計25件あったが、うち複数の被告人に死刑判決が言い渡され確定した事例は、北九州市病院長殺害事件（1988年に最高裁で被告人2人の死刑が確定）のみだった。
名古屋地裁 (2009) は、犯罪事実について「3人は互いに強盗などの様々な犯罪を計画した末、事前に預貯金の貯えがありそうな女性通行人を拉致・監禁した上でキャッシュカードを奪い、暗証番号を聞き出した上で最終的に殺害することを計画した上で犯行におよんだ」と認定。その上で、各事実について以下のように認定した。
| 争点                     | 判示事項 | 判示事項 | 判示事項 | 判示事項 | 判示事項 |
| ------------------------ | --- | --- | --- | --- | --- |
| 殺害の共謀が成立した時期 | 3人が謀議を終え、ファミリーレストランを退店した8月24日の19時ごろをもって、殺害および死体遺棄の共謀が成立したと認められる。 | 3人が謀議を終え、ファミリーレストランを退店した8月24日の19時ごろをもって、殺害および死体遺棄の共謀が成立したと認められる。 | 3人が謀議を終え、ファミリーレストランを退店した8月24日の19時ごろをもって、殺害および死体遺棄の共謀が成立したと認められる。 | 3人が謀議を終え、ファミリーレストランを退店した8月24日の19時ごろをもって、殺害および死体遺棄の共謀が成立したと認められる。 | 3人が謀議を終え、ファミリーレストランを退店した8月24日の19時ごろをもって、殺害および死体遺棄の共謀が成立したと認められる。 |
| 計画性                   | 被害者を拉致した後の殺害方法などは、具体的・詳細には計画されてはいなかったが、方法は成り行きに任せざるを得ない部分があった。実際に、事前に詳細な定めがなくても十分遂行可能な客観的状況もあった上、「通行中の女性を物色して襲い、最終的には殺害する」という点は当初の計画通りに実行されており、計画的な犯行というには十分である。より綿密な計画が立てられていた事案より有利に斟酌すべき事情は認められない。 殺害行為が残虐性を増したのは、意図的に残虐な方法が取られたというより、むしろ殺害に手間取った結果である。当初から敢えて意図的に残虐な方法を取った場合と比較すると、悪質性の程度に多少の差はあるが、3人はそれぞれ残虐な方法であることを十分に承知しながら実行行為におよんだため、この点については特に酌むべき事情はない。 | 被害者を拉致した後の殺害方法などは、具体的・詳細には計画されてはいなかったが、方法は成り行きに任せざるを得ない部分があった。実際に、事前に詳細な定めがなくても十分遂行可能な客観的状況もあった上、「通行中の女性を物色して襲い、最終的には殺害する」という点は当初の計画通りに実行されており、計画的な犯行というには十分である。より綿密な計画が立てられていた事案より有利に斟酌すべき事情は認められない。 殺害行為が残虐性を増したのは、意図的に残虐な方法が取られたというより、むしろ殺害に手間取った結果である。当初から敢えて意図的に残虐な方法を取った場合と比較すると、悪質性の程度に多少の差はあるが、3人はそれぞれ残虐な方法であることを十分に承知しながら実行行為におよんだため、この点については特に酌むべき事情はない。 | 被害者を拉致した後の殺害方法などは、具体的・詳細には計画されてはいなかったが、方法は成り行きに任せざるを得ない部分があった。実際に、事前に詳細な定めがなくても十分遂行可能な客観的状況もあった上、「通行中の女性を物色して襲い、最終的には殺害する」という点は当初の計画通りに実行されており、計画的な犯行というには十分である。より綿密な計画が立てられていた事案より有利に斟酌すべき事情は認められない。 殺害行為が残虐性を増したのは、意図的に残虐な方法が取られたというより、むしろ殺害に手間取った結果である。当初から敢えて意図的に残虐な方法を取った場合と比較すると、悪質性の程度に多少の差はあるが、3人はそれぞれ残虐な方法であることを十分に承知しながら実行行為におよんだため、この点については特に酌むべき事情はない。 | 被害者を拉致した後の殺害方法などは、具体的・詳細には計画されてはいなかったが、方法は成り行きに任せざるを得ない部分があった。実際に、事前に詳細な定めがなくても十分遂行可能な客観的状況もあった上、「通行中の女性を物色して襲い、最終的には殺害する」という点は当初の計画通りに実行されており、計画的な犯行というには十分である。より綿密な計画が立てられていた事案より有利に斟酌すべき事情は認められない。 殺害行為が残虐性を増したのは、意図的に残虐な方法が取られたというより、むしろ殺害に手間取った結果である。当初から敢えて意図的に残虐な方法を取った場合と比較すると、悪質性の程度に多少の差はあるが、3人はそれぞれ残虐な方法であることを十分に承知しながら実行行為におよんだため、この点については特に酌むべき事情はない。 | 被害者を拉致した後の殺害方法などは、具体的・詳細には計画されてはいなかったが、方法は成り行きに任せざるを得ない部分があった。実際に、事前に詳細な定めがなくても十分遂行可能な客観的状況もあった上、「通行中の女性を物色して襲い、最終的には殺害する」という点は当初の計画通りに実行されており、計画的な犯行というには十分である。より綿密な計画が立てられていた事案より有利に斟酌すべき事情は認められない。 殺害行為が残虐性を増したのは、意図的に残虐な方法が取られたというより、むしろ殺害に手間取った結果である。当初から敢えて意図的に残虐な方法を取った場合と比較すると、悪質性の程度に多少の差はあるが、3人はそれぞれ残虐な方法であることを十分に承知しながら実行行為におよんだため、この点については特に酌むべき事情はない。 |
| 犯罪の性質・態様         | 一連の犯行は、手っ取り早く楽をして金を手に入れたいという強い利欲目的のみに基づき、全く関係のない、通りがかりの一般市民を殺害するという犯罪を、インターネット上の掲示板を通じて形成された犯罪集団が、短期間で計画・遂行したという点に特色がある。 この種の犯罪は凶悪化・巧妙化しやすく危険であり、匿名性の高い集団によって行われるため、発覚・逮捕も困難で、模倣される恐れも高いという極めて悪質性の高い種類の犯行である。このような犯罪は社会の安全にとって重大な脅威というほかなく、厳罰をもって臨む必要性が誠に高い。 3人とも、被害者Aの必死の命乞いにも耳を貸さず、無慈悲・凄惨かつ残虐な方法で殺害を遂げており、戦慄を禁じ得ない。Aの遺族が極刑を望んでいることも当然だ。                                                      | 一連の犯行は、手っ取り早く楽をして金を手に入れたいという強い利欲目的のみに基づき、全く関係のない、通りがかりの一般市民を殺害するという犯罪を、インターネット上の掲示板を通じて形成された犯罪集団が、短期間で計画・遂行したという点に特色がある。 この種の犯罪は凶悪化・巧妙化しやすく危険であり、匿名性の高い集団によって行われるため、発覚・逮捕も困難で、模倣される恐れも高いという極めて悪質性の高い種類の犯行である。このような犯罪は社会の安全にとって重大な脅威というほかなく、厳罰をもって臨む必要性が誠に高い。 3人とも、被害者Aの必死の命乞いにも耳を貸さず、無慈悲・凄惨かつ残虐な方法で殺害を遂げており、戦慄を禁じ得ない。Aの遺族が極刑を望んでいることも当然だ。                                                      | 一連の犯行は、手っ取り早く楽をして金を手に入れたいという強い利欲目的のみに基づき、全く関係のない、通りがかりの一般市民を殺害するという犯罪を、インターネット上の掲示板を通じて形成された犯罪集団が、短期間で計画・遂行したという点に特色がある。 この種の犯罪は凶悪化・巧妙化しやすく危険であり、匿名性の高い集団によって行われるため、発覚・逮捕も困難で、模倣される恐れも高いという極めて悪質性の高い種類の犯行である。このような犯罪は社会の安全にとって重大な脅威というほかなく、厳罰をもって臨む必要性が誠に高い。 3人とも、被害者Aの必死の命乞いにも耳を貸さず、無慈悲・凄惨かつ残虐な方法で殺害を遂げており、戦慄を禁じ得ない。Aの遺族が極刑を望んでいることも当然だ。                                                      | 一連の犯行は、手っ取り早く楽をして金を手に入れたいという強い利欲目的のみに基づき、全く関係のない、通りがかりの一般市民を殺害するという犯罪を、インターネット上の掲示板を通じて形成された犯罪集団が、短期間で計画・遂行したという点に特色がある。 この種の犯罪は凶悪化・巧妙化しやすく危険であり、匿名性の高い集団によって行われるため、発覚・逮捕も困難で、模倣される恐れも高いという極めて悪質性の高い種類の犯行である。このような犯罪は社会の安全にとって重大な脅威というほかなく、厳罰をもって臨む必要性が誠に高い。 3人とも、被害者Aの必死の命乞いにも耳を貸さず、無慈悲・凄惨かつ残虐な方法で殺害を遂げており、戦慄を禁じ得ない。Aの遺族が極刑を望んでいることも当然だ。                                                      | 一連の犯行は、手っ取り早く楽をして金を手に入れたいという強い利欲目的のみに基づき、全く関係のない、通りがかりの一般市民を殺害するという犯罪を、インターネット上の掲示板を通じて形成された犯罪集団が、短期間で計画・遂行したという点に特色がある。 この種の犯罪は凶悪化・巧妙化しやすく危険であり、匿名性の高い集団によって行われるため、発覚・逮捕も困難で、模倣される恐れも高いという極めて悪質性の高い種類の犯行である。このような犯罪は社会の安全にとって重大な脅威というほかなく、厳罰をもって臨む必要性が誠に高い。 3人とも、被害者Aの必死の命乞いにも耳を貸さず、無慈悲・凄惨かつ残虐な方法で殺害を遂げており、戦慄を禁じ得ない。Aの遺族が極刑を望んでいることも当然だ。                                                      |
| 3被告人の主従関係        | KTが最も積極的だったが、堀や「山下」もKTが有する知識・経験を頼りにし、互いに互いを利用し合って集団で犯罪を行うことで、自らの利欲目的を満たそうとする側面が強かったと認められる。そのような犯行の経緯・状況を考えれば、3被告人の間に量刑上、特に刑種の選択を分かつほどの差異を設けるべき事情は認められない。 | 3被告人の役割 | 3被告人の役割 | 情状 | 量刑およびその理由 |
| 3被告人の主従関係        | KTが最も積極的だったが、堀や「山下」もKTが有する知識・経験を頼りにし、互いに互いを利用し合って集団で犯罪を行うことで、自らの利欲目的を満たそうとする側面が強かったと認められる。そのような犯行の経緯・状況を考えれば、3被告人の間に量刑上、特に刑種の選択を分かつほどの差異を設けるべき事情は認められない。 | KT | 殺害行為にて果たした役割は、計画段階において他の2人（堀・「山下」）より大きく、実行行為の際にも最も積極的におよんでいる。 | 事件後、自身なりに犯行を顧みる姿勢も見せているが、自首した「山下」に対し、脅迫めいた内容の手紙 を送ったり、知り合いを介して被害者Aを中傷したとも受け取れる表現を用いた文章を掲載・公開するなど、真摯な反省な態度を見せているとは到底言い難い。 | 2人とも死刑を選択。 結果の重大性、遺族の被害感情、社会的影響、犯行後の情状などを考慮すれば、殺害された被害者が1人であることや、2人とも粗暴犯による前科がないこと、2人にとって有利に斟酌すべき諸事情などを考慮しても、2人に対し極刑をもって臨むことはやむを得ない。 |
| 3被告人の主従関係        | KTが最も積極的だったが、堀や「山下」もKTが有する知識・経験を頼りにし、互いに互いを利用し合って集団で犯罪を行うことで、自らの利欲目的を満たそうとする側面が強かったと認められる。そのような犯行の経緯・状況を考えれば、3被告人の間に量刑上、特に刑種の選択を分かつほどの差異を設けるべき事情は認められない。 | 堀 | 当初から様々な犯行計画を積極的に提案し、特に「人を拉致して強盗をする」という計画を当初から提案していた。被害者Aを最も執拗に脅迫し、殺害の実行行為でもKTに次いで積極的に行っている。 | 事件後、自身なりに反省・謝罪の意思を持ち、言葉や反省文・謝罪文などに表しているが、Aを殺害した点については、恐怖心からKTや「山下」を止められなかったという気持ちの方が強く、真摯な反省の態度を示しているとまで見ることはできない。 | 2人とも死刑を選択。 結果の重大性、遺族の被害感情、社会的影響、犯行後の情状などを考慮すれば、殺害された被害者が1人であることや、2人とも粗暴犯による前科がないこと、2人にとって有利に斟酌すべき諸事情などを考慮しても、2人に対し極刑をもって臨むことはやむを得ない。 |
| 3被告人の主従関係        | KTが最も積極的だったが、堀や「山下」もKTが有する知識・経験を頼りにし、互いに互いを利用し合って集団で犯罪を行うことで、自らの利欲目的を満たそうとする側面が強かったと認められる。そのような犯行の経緯・状況を考えれば、3被告人の間に量刑上、特に刑種の選択を分かつほどの差異を設けるべき事情は認められない。 | 「山下」 | 殺害行為自体についての関与の程度は、結果的に他の2人より低かったが、これはおそらく、運転席に座っていたという座席の位置関係の影響とも考えられ、殺害行為に消極的だったということは到底できない。 3人が集まる原因となった投稿をしたほか、（未遂ながら）被害者Aへの性的暴行にもおよんでおり、Aに与えた精神的・肉体的苦痛は極めて大きい。 | 公判でAに対する気持ちや謝罪の気持ちを聞かれても、無責任で心無い言葉を述べたり、審理中にKTと視線を飛ばし合ったり、自身の被告人質問中に怒鳴り立てるなど、粗暴で無思慮な行動を取っている。このような行動からすると、最終陳述で自身なりに真剣な姿勢で反省の言葉を述べるに至ったことを考慮しても、なお、各犯行について十分な反省をしているとは言い難い。 | 無期懲役を選択。 犯行後、短時間で自首したことにより、捜査機関は初めて犯行を把握し、他2人の逮捕・事件解決に至ったことは明らかである。（インターネットを通じて集まった集団による）本事件の特殊性を鑑みれば、「山下」が犯行後に短期間で自首して事件解決に貢献し、その後に起こり得た犯罪を阻止した点は量刑上、特に有利な事情として評価することができる。「山下」の刑事責任は極めて重大だが、この点を鑑みれば、極刑をもって臨むことは躊躇せざるを得ず、無期懲役に処すことが相当である。 |

KTの弁護人は即日控訴した ほか、堀・「山下」それぞれの弁護人、KT本人も同年3月24日付で名古屋高等裁判所へ控訴した。一方、名古屋地検も「山下」を無期懲役とした第一審判決を不服として、同月27日付で控訴した。本判決は全国紙が一面トップで取り上げるなど、高い注目を集めたが、司法の専門家や刑法学者からは「異例の厳しい判断」との見方が少なくなかった一方、新聞各紙の社説は判決を概ね支持する内容だった。

#### KTの死刑確定
しかし、被告人KTは2009年4月13日付で自ら控訴を取り下げたため、同日付でKTの死刑が確定した（#関連項目も参照）。取り下げの理由について、KTは「殺したければ早く殺せ」という思いがあったことや、「インターネットや週刊誌などで、自身の交際相手を誹謗中傷する記事が掲載され、彼女が精神的につらい旨を訴えてきている。これ以上裁判を続けて彼女に迷惑を掛けられないと思った」などという旨を述べている。
同月24日付で、名古屋地検の検察官から名古屋拘置所長宛に、判決が同月13日に確定した旨の「死刑判決確定通知書」が送付され、名古屋拘置所処遇部長は同月27日、KTに死刑判決の確定を告知した。しかし、第一審でKTの国選弁護人を務めていた弁護士2人（藏冨恒彦・福井秀剛） は同日（2009年4月27日）、「KTは控訴取り下げの能力を十分に理解しないまま、控訴を取り下げている。これはKT本人の真意に基づくものではなく、無効である」と主張し、控訴審における審理を求める旨の期日指定申立書を提出した。弁護人による訴えの根拠は、「KTは控訴を取り下げた時点で、死刑判決後の拘禁反応などによる朦朧状態にあり、自己の権利を守る能力を欠いていた。また、『もし自分が控訴を取り下げても、弁護人がした控訴は存続し、判決は確定しない』という重大な錯誤に基づいて取り下げに至った」というものだった。
しかし、名古屋高裁刑事第2部（下山保男裁判長）は2010年（平成22年）9月9日付で、弁護人が求めていた控訴審期日指定の申し立てを退ける決定を出した。その決定要旨は、「KTは控訴取り下げ前から、自ら死刑を受け入れる旨を述べていたほか、取り下げの経緯の概要については記憶しているし、取り下げに至った経緯・理由も短絡的とはいえ、一応了解可能なものだった。また、取り下げ後の精神鑑定の結果からみても、意識変容を伴う朦朧状態など、自己の権利を守る能力が著しく制限された状態ではなかった」というものだった。弁護人は同決定を不服として、同月13日付で名古屋高裁の別の裁判部に異議を申し立てた が、同高裁（志田洋裁判長）は2011年（平成23年）2月10日付の決定で異議申し立てを棄却。弁護人は同月14日付で特別抗告したが、同月3月2日付で最高裁判所第三小法廷（那須弘平裁判長）が抗告を棄却する決定を出したため、控訴取り下げを有効とする原決定が確定した。

### 控訴審
このようにKTが自ら控訴を取り下げたため、名古屋高等裁判所における控訴審は堀と「山下」の両被告人についてのみ審理されることとなった。控訴審の事件番号は平成21年(う)第219号で、審理は刑事第2部（裁判長は下山保男、陪席裁判官は柴田厚司・松井修）に係属した。
第一審判決後、臨床心理士の山田麻紗子（日本福祉大学准教授）が、両被告人の弁護人から依頼を受け、犯罪心理鑑定を実施した。これは、被告人の性格や、犯行に至る心理状況などを分析する鑑定で、2被告人との面会や公判記録などから、性格・行動傾向・生い立ち・事件状態の心理状態の変遷を分析したものである。2被告人の弁護人側は、その結果を控訴審で証拠として提出した。
控訴審は2010年（平成22年）8月9日に初公判が開かれ、第4回公判（12月3日）で結審した。
|                  | 弁護人の控訴理由 | 検察官の答弁 | 名古屋高裁 (2011) の判断 |
| ---------------- | --- | --- | --- |
| 両被告人について | 原判決が「8月24日19時ごろにファミリーレストランを出た時点で、（KTも含めた3人の）殺害および死体遺棄の共謀が成立した」と認定した点は明らかな事実誤認で、前者はAを拉致する前、後者はAを殺害した後だ。 - 堀の弁護人 - 殺害の共謀成立はAからキャッシュカードの暗証番号を聞き出した後、堀がリバティ車外で喫煙していたところ、同じく喫煙していたKTからAを殺害しようとしていることを聞かされた時点 - 「山下」の弁護人 - 殺害の共謀成立は「山下」が喫煙のため車外に出た後で車内に戻ったところ、KTと堀が殺害行為に着手しているのを見た時点 山田の評価 - 金に困るなど、同質的な3人による同調行動が事件につながったもので、2被告人とも攻撃性は窺えない。                                                                                                  | 山田による鑑定は、一部の裁判記録だけを前提にしており、信用性が疑問視される。「山下」の自首は刑の減軽に値せず、3人の極刑を求めるAの母Bらの遺族感情からも、死刑をもって臨むほかない。 | 殺害および死体遺棄の共謀成立時刻は、原判決とは異なり「8月24日の15時ごろ」と認めるのが相当だが、それらの共謀は被害者Aを拉致する前に成立していたため、論旨はいずれも認められない。 |
| 堀について       | - 法令違反の主張 - 訴訟手続に法令違反がある。 - 事実誤認の主張 - 堀・「山下」の両者が、KTの「最後は殺しちゃうけど、いいよね」という言葉を承諾した事実はなく、もしその前提に立って考えても、堀が会話の内容を認識せず、KTの言葉に適当に相槌を打った可能性もあるため、その時点では共謀は認められない。また、殺害現場に停めたリバティ車内に金槌・包丁・綿ロープがあったことは殺害の共謀の間接事実にはならない。Aに片手錠を掛けた事実はなく、殺害行為の順序も異なる。 - 量刑不当の論旨 - 原判決の量刑（死刑）は重過ぎて不当で、無期懲役刑が相当 - 第一審判決後に謝罪文を書いており、改悛の情が顕著で、生きて罪を償わせるべきだ。 - 山田の評価 - 自己主張より同調を選びがちだが、集団の特性がなければ凶悪犯罪は想定しにくい。穏やかで犯罪性は低い。 | 原判決の量刑（死刑）は正当で、控訴は棄却されるべきだ。 | - 法令違反の論旨 - 認められない。 - 事実誤認の論旨 - 堀が「殺しちゃうけど」というKTの言葉を承諾したことは明らかで、会話の内容を認識していなかった疑いもない。凶器が手元にあったこと自体が、「拉致した女性を最終的に殺す」という会話の真実味を高めるもので、殺害の共謀の間接事実になる。殺害行為の順序に関する認定には誤りがあるが、それが判決に影響をおよぼす（各被告人の刑事責任に差異を生じさせる）とは認められない。 - 量刑不当の論旨 - 無期懲役を選択（後述）。 |
| 「山下」について | 原判決の量刑（無期懲役）は重過ぎて不当で、有期懲役刑が相当。 - 強姦しようとしたのは性欲目的ではなく、被害者Aの鼻をへし折ろうとしたためだ。 - 投稿は強盗殺人の目的ではなく、堀らに比べて役割は従属的であり、真摯に反省もしている。 - 山田の評価 - 軽度の知的障害や、面接時の「サスペンスドラマを見ているようだった」という発言から、どこまで認知して犯行におよんだか疑問で、攻撃性は窺えない。 | 原判決の量刑（無期懲役）は軽過ぎて不当で、死刑が相当。 - 「山下」は共犯者らに働きかけて犯罪者集団を結成し、各犯行でも不可欠かつ重要な役割を果たした中心的人物であり、単独で強盗強姦未遂 に、「杉浦」とともに建造物侵入・窃盗未遂に及んでいるため、刑事責任はKTや堀より重い。自首についても、自己保身目的で反省は窺えない。 | 論旨はいずれも採用できず、（原審と同じく）無期懲役を選択（後述）。 |

#### 2被告人に無期懲役を宣告
2011年（平成23年）4月12日の第5回公判 で判決が宣告された。名古屋高裁刑事第2部（下山保男裁判長）は原判決のうち、堀を死刑とした部分を破棄し、堀を無期懲役に処す判決を言い渡した。また、「山下」については原判決（無期懲役）を支持し、検察官と弁護人の双方からなされていた控訴をいずれも棄却する判決を言い渡した。
名古屋高裁 (2011) は、両被告人からなされていた法令違反および事実誤認の主張をいずれも退け（前述）、情状についても原判決と同様の趣旨を認定した一方、量刑について検討した。
|                  | 原判決の判断 | 名古屋高裁 (2011) の判断 | 名古屋高裁 (2011) の判断 | 名古屋高裁 (2011) の判断 | 名古屋高裁 (2011) の判断 |
| ---------------- | --- | --- | --- | --- | --- |
| 事件の性質       | インターネットを通じて知り合った素性を知らない者同士による犯罪は凶悪化・巧妙化しやすく、匿名性が高いため、発見も困難であり、模倣性が高い。本件は、まさにこの種の犯罪が持つ危険性が現実化したもので、社会の安全に与える影響も大きく、一般予防の必要性も誠に高い。 | インターネットを通じて知り合った素性を知らない者同士による犯罪は、素性を知っている者同士による共犯事案に比べ、意思疎通の不十分さなどから、犯行が失敗に終わりやすい側面もある。 また、携帯電話の通話・メールの履歴と言った痕跡が残るため、格段に犯罪者の発見などが困難であるとも言い難く、原判決が言うほど「検挙困難で模倣性が高い犯罪」ともいえない。 本件においては大まかな犯行計画は立てられていたが、その計画は綿密なものではなく、さほど巧妙とまではいえず、原判決が指摘するほど「犯罪の巧妙化につながりやすい」とはいえない。 以上より、原判決が「本件の特色」として指摘する点を強調し、他の強盗殺人などの事案より特に厳罰をもって臨む必要性が高いとしている点は相当ではない。 | インターネットを通じて知り合った素性を知らない者同士による犯罪は、素性を知っている者同士による共犯事案に比べ、意思疎通の不十分さなどから、犯行が失敗に終わりやすい側面もある。 また、携帯電話の通話・メールの履歴と言った痕跡が残るため、格段に犯罪者の発見などが困難であるとも言い難く、原判決が言うほど「検挙困難で模倣性が高い犯罪」ともいえない。 本件においては大まかな犯行計画は立てられていたが、その計画は綿密なものではなく、さほど巧妙とまではいえず、原判決が指摘するほど「犯罪の巧妙化につながりやすい」とはいえない。 以上より、原判決が「本件の特色」として指摘する点を強調し、他の強盗殺人などの事案より特に厳罰をもって臨む必要性が高いとしている点は相当ではない。 | インターネットを通じて知り合った素性を知らない者同士による犯罪は、素性を知っている者同士による共犯事案に比べ、意思疎通の不十分さなどから、犯行が失敗に終わりやすい側面もある。 また、携帯電話の通話・メールの履歴と言った痕跡が残るため、格段に犯罪者の発見などが困難であるとも言い難く、原判決が言うほど「検挙困難で模倣性が高い犯罪」ともいえない。 本件においては大まかな犯行計画は立てられていたが、その計画は綿密なものではなく、さほど巧妙とまではいえず、原判決が指摘するほど「犯罪の巧妙化につながりやすい」とはいえない。 以上より、原判決が「本件の特色」として指摘する点を強調し、他の強盗殺人などの事案より特に厳罰をもって臨む必要性が高いとしている点は相当ではない。 | インターネットを通じて知り合った素性を知らない者同士による犯罪は、素性を知っている者同士による共犯事案に比べ、意思疎通の不十分さなどから、犯行が失敗に終わりやすい側面もある。 また、携帯電話の通話・メールの履歴と言った痕跡が残るため、格段に犯罪者の発見などが困難であるとも言い難く、原判決が言うほど「検挙困難で模倣性が高い犯罪」ともいえない。 本件においては大まかな犯行計画は立てられていたが、その計画は綿密なものではなく、さほど巧妙とまではいえず、原判決が指摘するほど「犯罪の巧妙化につながりやすい」とはいえない。 以上より、原判決が「本件の特色」として指摘する点を強調し、他の強盗殺人などの事案より特に厳罰をもって臨む必要性が高いとしている点は相当ではない。                      |
| 殺害方法の残虐性 | 殺害方法が残虐さを増したのは、殺害に手間取った結果とはいえ、3人とも残虐な方法であることを十分に承知しながら実行行為に及んでいるため、より綿密詳細な計画を立て、意図的に残虐な方法を取った事案ほど有利に斟酌すべきではない。 | 死刑は選択に当たり、格別慎重を期するべき究極の刑罰であることに鑑みれば、原判決は、死刑選択の当否の最終手段として各般の情状を総合考慮する際、「殺害方法などについて詳細な計画を定めておらず、当初から意図的に残虐な方法を取ったものではない」という点も考慮に入れるべきなのに、総合考慮をする前に、（左のように）その点を総合考慮の枠外としており、その点は是認できない。 | 死刑は選択に当たり、格別慎重を期するべき究極の刑罰であることに鑑みれば、原判決は、死刑選択の当否の最終手段として各般の情状を総合考慮する際、「殺害方法などについて詳細な計画を定めておらず、当初から意図的に残虐な方法を取ったものではない」という点も考慮に入れるべきなのに、総合考慮をする前に、（左のように）その点を総合考慮の枠外としており、その点は是認できない。 | 死刑は選択に当たり、格別慎重を期するべき究極の刑罰であることに鑑みれば、原判決は、死刑選択の当否の最終手段として各般の情状を総合考慮する際、「殺害方法などについて詳細な計画を定めておらず、当初から意図的に残虐な方法を取ったものではない」という点も考慮に入れるべきなのに、総合考慮をする前に、（左のように）その点を総合考慮の枠外としており、その点は是認できない。 | 死刑は選択に当たり、格別慎重を期するべき究極の刑罰であることに鑑みれば、原判決は、死刑選択の当否の最終手段として各般の情状を総合考慮する際、「殺害方法などについて詳細な計画を定めておらず、当初から意図的に残虐な方法を取ったものではない」という点も考慮に入れるべきなのに、総合考慮をする前に、（左のように）その点を総合考慮の枠外としており、その点は是認できない。 |
| 役割の軽重       | 計画段階・殺害の実行行為の場面とも、KTが最も重要な役割を果たしたが、堀・「山下」の両被告人とも、KTの知識経験等を積極的に利用し、自らの利欲目的を満たそうと主体的な判断をした。その上で、前者は犯罪計画の提案・被害者への脅迫および殺害行為を積極的に行ったほか、後者もサイトへの投稿で人を集め、強姦行為にまで着手した。 3人の間に刑種選択を分かつほどの役割の軽重の差異は見いだせない。 | 被告人 | 役割 | 量刑およびその理由 | 量刑およびその理由 |
| 役割の軽重       | 計画段階・殺害の実行行為の場面とも、KTが最も重要な役割を果たしたが、堀・「山下」の両被告人とも、KTの知識経験等を積極的に利用し、自らの利欲目的を満たそうと主体的な判断をした。その上で、前者は犯罪計画の提案・被害者への脅迫および殺害行為を積極的に行ったほか、後者もサイトへの投稿で人を集め、強姦行為にまで着手した。 3人の間に刑種選択を分かつほどの役割の軽重の差異は見いだせない。 | 堀 | 殺害行為に関しては、「KTが主犯で2人が従属的だった」と言えるほど役割に大きな差はないが、2人ともKTの「拉致した女性を最終的に殺害する」という提案に安易に応じた側面があり、殺害の共謀が成立する前からそのような意思を有していたとはいえない。特に「山下」は運転席に座っていたという位置関係の影響もあったが、殺害行為への直接的な関与の度合いはKT・堀の両者より低い。 このように、両被告人が殺害行為に関して果たした役割には、KTとの間に差があることは否定できず、原判決がその点を考慮せずに「3人の間に刑種の選択を分かつほどの役割の軽重の差異は認められない」と断じたことは相当ではない。                                                                                            | 死刑→無期懲役。 犯行の大筋の決定などに大きな影響を与え、被害者の殺害（量刑判断に当たり最も重要な点）についてもKTに次いで積極的な役割を果たしてはいるが、その役割はKTと全く同等にまで見ることはできない。 | 2被告人とも、本件ではさしたる躊躇もなく、強盗殺人などという重大凶悪な事件に加担しているため、犯罪への抵抗感が希薄であることは否定できない。しかし、2人とも粗暴犯・凶悪犯の前科はなく、これまでの生活歴を見ても、本件以外に凶悪犯罪への傾向を示すものは見当たらないことなどに照らせば、犯罪性向が強いとはいえず、矯正可能性もあると考えられる。 以上の全体情状に個別情状を併せて検討し、死刑が選択に格別慎重を期すべき究極の刑罰であることを考慮すれば、殺害された被害者が1名である本件では、死刑の選択がやむを得ないと言えるほどほかの量刑要素が悪質とは断じ難く、死刑に処すことにはなお躊躇を覚えざるを得ない。そのため、無期懲役に処して終生、被害者の冥福を祈らせて贖罪に当たらせることが相当である。 |
| 役割の軽重       | 計画段階・殺害の実行行為の場面とも、KTが最も重要な役割を果たしたが、堀・「山下」の両被告人とも、KTの知識経験等を積極的に利用し、自らの利欲目的を満たそうと主体的な判断をした。その上で、前者は犯罪計画の提案・被害者への脅迫および殺害行為を積極的に行ったほか、後者もサイトへの投稿で人を集め、強姦行為にまで着手した。 3人の間に刑種選択を分かつほどの役割の軽重の差異は見いだせない。 | 「山下」 | 殺害行為に関しては、「KTが主犯で2人が従属的だった」と言えるほど役割に大きな差はないが、2人ともKTの「拉致した女性を最終的に殺害する」という提案に安易に応じた側面があり、殺害の共謀が成立する前からそのような意思を有していたとはいえない。特に「山下」は運転席に座っていたという位置関係の影響もあったが、殺害行為への直接的な関与の度合いはKT・堀の両者より低い。 このように、両被告人が殺害行為に関して果たした役割には、KTとの間に差があることは否定できず、原判決がその点を考慮せずに「3人の間に刑種の選択を分かつほどの役割の軽重の差異は認められない」と断じたことは相当ではない。                                                                                            | 無期懲役（原判決と同じ）。 サイトへの投稿によって事件のきっかけを作るなどしたほか、殺害行為の一部を分担したが、前者についてはKT・堀の両者が主体的な判断で「山下」からの誘いに応じた点や、当初は3人とも殺人を全く考えていなかったことなどに照らせば、この点は、強盗殺人を中心とする本件の量刑判断において殊更に重要な事情ではない。 また単独で強盗強姦未遂に、「杉浦」とともに建造物侵入・窃盗などの犯行におよんではいるが、殺害行為についてはKT・堀より関与の度合いは低い上、犯行後に自首して事件解決に一定の寄与をするなどした点は、量刑に当たって相応の評価がされるべきだ。 | 2被告人とも、本件ではさしたる躊躇もなく、強盗殺人などという重大凶悪な事件に加担しているため、犯罪への抵抗感が希薄であることは否定できない。しかし、2人とも粗暴犯・凶悪犯の前科はなく、これまでの生活歴を見ても、本件以外に凶悪犯罪への傾向を示すものは見当たらないことなどに照らせば、犯罪性向が強いとはいえず、矯正可能性もあると考えられる。 以上の全体情状に個別情状を併せて検討し、死刑が選択に格別慎重を期すべき究極の刑罰であることを考慮すれば、殺害された被害者が1名である本件では、死刑の選択がやむを得ないと言えるほどほかの量刑要素が悪質とは断じ難く、死刑に処すことにはなお躊躇を覚えざるを得ない。そのため、無期懲役に処して終生、被害者の冥福を祈らせて贖罪に当たらせることが相当である。 |

名古屋地裁 (2009) がインターネット犯罪の危険性・模倣性を重視した一方、名古屋高裁 (2011) はその判断の枠組を否定し、2人に重大前科や詳細な殺害計画がない点などを挙げた上で、（「永山基準」が示されて以降、死刑判決が宣告された事件の多くは被害者が複数の場合に限られてきた）従来の判例を踏襲する形で、極刑を回避した。前田雅英（首都大学東京法科大学院教授）は「本件で問題になった『闇サイトの悪用』は、実際の犯罪行為から判断すれば、罪を重くすべき決定的な要素ではなく、『痕跡が残るため、発見は困難ではない』とした名古屋高裁の判断に一定の合理性がある。殺害された人数などから、死刑とするには特段の事情が必要な事件で、控訴審判決は従来の死刑選択基準にかなったものだ」と評価した一方、土本武司（元最高検察庁検事）は「全体として悪質性を強調すべき事件の特色を過小評価し、『永山基準』に引きずられる形で極刑を回避した感が否めない。名古屋高裁が死刑回避の情状として挙げた『堀の更生可能性』『「山下」の犯行後の自首』は過大評価すべきでない」と指摘した。
宇田幸生（犯罪被害者支援弁護士フォーラム会員・愛知県弁護士会）は、「犯行は（預金の引き出しに失敗するなど）さほど巧妙ではなく、被害者が簡単に絶命しなかったため、殺害の手段を次々に変えた結果、殺害態様が残虐になった」として死刑を回避した同判決について、「被害者Aが預金を必死に守ろうと、虚偽の暗証番号を告げたことで犯行は失敗に終わった。そして、Aは最後まで生きることを諦めなかったため、凄惨な方法で殺害された」「第一審判決が指摘した（インターネットを通じた犯行グループによる）犯罪の特殊性を重視しないならば、自首による犯罪発覚の効果もそこまで重視すべきではないとの考えもできるが、控訴審判決はその点について言及しなかった」と評した上で、「名古屋高裁は『被害者数が1名の場合には死刑を回避する』という結論ありきで判決を宣告したのではないか？」と指摘している。

#### 判決確定
名古屋高等検察庁は、堀を無期懲役とした控訴審判決を不服として、同月25日付で最高裁判所へ上告した。一方、「山下」については上告を断念し、「山下」も上告期限（2011年4月26日）までに上告しなかったため、無期懲役が確定した。
検察官は、上告趣意書（提出：2011年9月22日付） で「控訴審判決は、永山判決（「永山基準」を示した判決） や、光市母子殺害事件の差戻し判決を始めとする、最高裁の判例が示した死刑適用基準に反するほか、罪刑均衡および一般見地のいずれから見ても、著しい量刑不当であり、破棄しなければ著しく正義に反する」と主張した。しかし、最高裁第二小法廷（千葉勝美裁判長）は2012年（平成24年）7月11日付で、堀に無期懲役を言い渡した控訴審判決を支持し、検察官の上告を棄却する決定を出した ため、同年7月18日付で堀の無期懲役が確定した。しかし、堀は同年8月3日に碧南市パチンコ店長夫婦殺害事件（1998年発生）の被疑者として、強盗殺人容疑で共犯者の男2人（同事件当時の仕事仲間）とともに愛知県警に逮捕された。その後、同事件および強盗殺人未遂事件1件の被告人として起訴され、2019年（令和元年）8月に死刑が確定している。

## 加害者の経歴
加害者3人は仕事が長続きせず、事件当時は消費者金融から数十万円 - 数千万円の借金を抱え、金に困っていた。

### KT
本事件で2009年に死刑が確定し、2015年に死刑を執行された元死刑囚KTは1971年（昭和46年）3月9日生まれ（事件当時36歳）、群馬県高崎市出身。
小学生のころに両親が離婚し、当初は母親の実家に引き取られたが、次に長距離運転手だった父親に引き取られる。父親から暴力を振るわれ、学校でもいじめを受けるような環境で生育した。また、群発頭痛の持病があり、16歳のころから激しい頭痛に悩まされたが、治療費が高額なために十分な治療を受けられず、中学卒業後には暴走族に所属した。成人後も頭痛の持病に悩まされ、職が長続きしなかった。
1989年（平成元年）、地元・高崎市内の工業高校を卒業。人材派遣会社などに登録したが、実際に仕事に就いた形跡はなく、上京後には暴力団関係の仕事をするようになった。その後、名古屋にたどり着くまでの間に、東京都内の新聞販売店・愛知県内の人材派遣会社など、仕事を転々とした。また、事件の10年ほど前（1997年ごろ）から携帯電話で闇サイトを利用していたとされる。
2006年（平成18年）9月から豊明市内の新聞販売店に入社し、会社の寮に住み込む。『朝日新聞』のセールススタッフとして、新聞勧誘員の仕事をしていたが、勤務態度はあまり良くなく、「仕事を休みがちだった」という報道もされている。事件前の手取り収入も少なく、交際相手の女性から時々小遣いを貰うなどして生活していた。また、勤務先の社長に対し「父が亡くなり、天涯孤独の身だ」と嘘を吐いたり、同社に提出した履歴書にも虚偽事項を記載したりしていた。弁護人を務めていた福井秀剛は、KTの人物像について「かなり見栄っ張り、人前では強気なことを言う」と評し、自身はKTの言いたいこと（被害者や遺族への謝罪の心情など）を理解できたが、KT本人はそれを直接的に言葉にすることはなかったという旨を述べている。
KTは先述のように、闇サイトを悪用した別の詐欺事件で執行猶予付き有罪判決を受けて以降も、金欲しさから闇サイトの閲覧・投稿を続けていた。

#### 国家賠償請求訴訟
第一審でKTの国選弁護人を務めていた弁護士2人（藏冨恒彦と福井）は、KTによる控訴取り下げ後の2009年4月 - 6月にかけ、控訴取り下げへの異議申し立ての打ち合わせなどのため、KTと拘置所職員の立ち会いなしで面会する「弁護士面会」を名古屋拘置所に申請したが、拘置所側は「死刑確定直後で心情安定のため、立ち会いが必要だ」として、立ち会いの伴う「一般面会」しか認めなかった。2人はこれを違法として、2009年8月12日付で、名古屋地裁に国家賠償請求訴訟［事件番号：平成21年(ワ)第4801号、請求額：120万円］を提訴。その後、2010年11月4日には同様に、無立会の面会を認められなかったことを違法として、死刑囚KTに対し慰謝料などを支払う国賠訴訟［事件番号：平成22年(ワ)第7629号］を提起し、先の訴訟と併せ、被告（国）に対し2,700万円の支払いを求めていた。
名古屋地裁民事第3部（德永幸藏裁判長）は2013年（平成25年）2月19日、「拘置所長が裁量権を濫用した」として、原告側の訴えを認め、国に対し145万2,000円の賠償を支払うよう命じる判決を言い渡した。2014年（平成26年）3月13日、名古屋高裁民事第3部（長門栄吉裁判長）は第一審に続き、拘置所長の対応を「裁量権を逸脱・濫用したもので違法」と認め、国に対し計145万2,000円の支払いを命じる控訴審判決を宣告した。原告側は上告したが、2015年（平成27年）4月22日付で最高裁第二小法廷（千葉勝美裁判長）が上告を退ける決定を出したため、控訴審判決が確定した。

#### 死刑執行
KTは死刑確定後、弁護人の福井や支援者2人（うち1人は親族）と連絡を取り合っていた一方、再審請求の準備も行っていた。2011年6月20日 - 8月31日に福島瑞穂（参議院議員）が、死刑確定者120人（2011年6月20日時点）を対象に実施したアンケートに対し、死刑囚KTは「（自身が収監されている）名古屋拘置所では現在、所長が我々の生活処遇を勝手に厳格化している。国会で法務大臣にこの問題を追及してほしい。自分は人殺しだが、鬼ではなく人間だ」と訴えていた。
KTは2015年6月25日8時25分、法務大臣の上川陽子が発した死刑執行命令により、収監先の名古屋拘置所で死刑を執行された（44歳没）。日本弁護士連合会（日弁連）は同日、村越進会長名義で死刑執行に抗議する声明を出した。
弁護士の福井秀剛（第一審でKTの国選弁護人を担当）は、同年7月26日に開催された死刑執行への抗議集会で、KTの最期の言葉（下記）を引用し、その最期について「拘置所の職員から『立派な最期だった』と聞いた」「KTは自分の犯したことと向き合っていた」と証言している。
一方、同月8日に開催された抗議集会では、死刑廃止論者である弁護士2人（安田好弘・村上満宏）がそれぞれ「KTは控訴を取り下げなければ、堀と同様に控訴審で無期懲役に軽減されていた可能性が高い」と指摘している。また、福井とともにKTの国選弁護人を務めていた藏冨恒彦は同日の集会に対し、以下のようなメッセージを寄せている。
1. 国賠の間隙をぬって執行されたようで、理不尽さを感じる。
2. 控訴を取り下げなければ、共犯者堀とのバランス上、明らかに無期懲役相当事案であり、死刑執行を急ぐ必要はないはずである。
3. KT氏より古い死刑確定事案は多数あるはずで、何故、今回なのか理解しがたいものがある。
4. 処遇が難しい死刑確定者なので、執行を急いだのであろうか？それなら余りにも理不尽ではないか？

### 「山下」
2011年に無期懲役が確定した加害者「山下」（事件当時40歳）は1966年（昭和41年）生まれ、石川県金沢市出身。「山下」は「闇の職安」で用いていた偽名であり、本名のイニシャルは「K・K」である。2019年（令和元年）6月29日時点で、刑務所に服役中である。
子供のころに腎臓病を罹患したことが原因でいじめを受け、高校進学後からその反動で不良として非行に走るようになり、少年鑑別所に収監されたこともあった。高校を出た後、富山県富山市内で、大手警備会社に就職して7年間勤務した。1999年（平成11年）8月、住宅ローンを組み、愛知県瀬戸市内の分譲マンションを購入。妻・子供4人と共に暮らしていたが、このころ（事件の8年ほど前）から携帯電話で闇サイトを利用し始め、「闇の職安」を通じて入手した偽の運転免許証を用いて、振り込め詐欺用の銀行口座を開設・販売していた。2000年（平成12年）ごろ以降は、愛知県内の運送会社を転々とした が、各社に提出していた履歴書には、多くの虚偽記載があった。
その後、金に困るようになり、住宅ローン・税金を滞納したため、2002年（平成14年）には瀬戸市などにマンションの部屋を差し押さえられた。2002年12月、瀬戸市内の運送会社に就職し、会社が借り上げたアパートに住み始めたが、それから数か月後には妻子に逃げられ、妻と離婚した。その後、2003年（平成15年）8月ごろにトヨタ・スターレットを、当時の職場（瀬戸市内の会社）を通し、毎月の給与から代金を天引きする形で購入。しかし2004年（平成16年）5月ごろ、荷物を積んだトラックを駐車場に放置したまま、会社に出勤しなくなり、車とともに夜逃げした。その後は同県尾張旭市の運送会社に勤めたが、そこでも給料を前借していたほか、他に警備会社・運送会社を転々とし、遺体遺棄現場となった瑞浪市周辺に住んでいたり、殺害現場付近の愛西市で勤務していた時期もあった。先述したように詐欺事件で執行猶予付きの有罪判決を受けて以降も、金欲しさから闇サイトへの投稿・閲覧を続けていた。事件直前、「仕事が嫌になった」と無断欠勤し、車中で路上生活を始めたが、その前の約1年間は、派遣工として月10 - 20万円の収入を得て生活していた。
逮捕後は「犯行場面の幻影を見て眠れなくなった」と精神安定剤を服用するようになり、曖昧な受け答えをするようになった。第一審でKTと堀が死刑を宣告された一方、自身は唯一死刑を免れる形となった際には、FNN記者との面会で以下のように発言している。

## 影響
事件現場となった自由ヶ丘学区は、千種区内で最も犯罪件数が少ない学区だったため、本事件は地元住民にも大きな衝撃を与えた。事件後（8月26日以降）、拉致現場となった自由ヶ丘小学校周辺では、地元の自主防犯パトロール隊が巡回の頻度を増やしたほか、周辺3交番と地元住民の連絡協議会で、再発防止対策が話し合われた。また、千種警察署が管内（千種区内）の名古屋市営地下鉄（名古屋市交通局）の全10駅の出入口に「キケンが迫る 夜の一人歩き」と書いた啓発ポスターを掲示した ほか、名古屋市交通局の協力を得て、それら10駅（3路線）で、駅から徒歩で帰宅する女性向けに防犯ブザーの貸し出しを開始した。
また、被害者Aが生前に「なるぅ」のハンドルネームで運営していたブログ（#外部リンク参照）には事件後、知人らによって追悼のコメントが多数投稿された。
警察庁は事件後、2008年度（平成20年度）からインターネット上の違法・有害情報を監視する「サイバーパトロール」を民間委託し、監視体制を強化する方針を決めた。

### 被害者遺族の活動
被害者Aの母親Bは事件後、8月28日（Aの通夜が営まれた日）に、「犯人たちを絶対に許さない」とする報道各社向けの手記を発表。その後、「日本の法律では、過去の例からも1人を殺しただけでは死刑にならない。被害者が2人以上でないと死刑は難しい」という内容の手紙が届いたが、具体的に何をすべきか迷っていたところ、当時住んでいた市営住宅の棟長から「死刑嘆願の署名活動を考えている」と伝えられたことをきっかけに、9月には加害者3人への死刑適用を求める署名活動の開始を決意。初公判までに30万人分の署名を集めることを目標に、同月中旬から署名活動を開始した ほか、報道機関の取材に積極的に協力したり、ホームページ（#外部リンクを参照、同月22日に設立）を通じて署名活動への協力を呼びかけたりした。同月27日以降は名古屋市の繁華街（名駅・栄）でも署名活動を実施し、初公判直前（2008年9月時点）で284,000人分の署名を集め、2012年8月25日に終了するまでに、332,806名分の署名が集まった。また、第一審の第13回公判（2008年12月8日）、控訴審の第3回公判（2010年10月18日）ではそれぞれ証人として出廷し、被告人らへの死刑適用を求めた。
また、Bは当時の鳩山邦夫法務大臣や、検事総長に対し、それぞれ請願の手紙を送ったほか、平成23年度版『犯罪被害者白書』に手記を寄せた。また、「緒あしす」や「宙の会」といった犯罪被害者の自助団体に参加したり、犯罪被害者遺族の支援拡大を訴え、講演などの活動を行っている。以下は主張・希望の概要である。
- 「加害者の更生という未来の不確定なことを前提にして裁くのではなく、まじめに生きている人を守ることを優先して裁く司法であってほしい」[389]
- 死刑制度は存置すべきで、日本弁護士連合会（日弁連）が2016年10月7日に採択した「2020年までに死刑制度の廃止を目指す」とする宣言[注 161][391][392] には反対。死刑反対論者は、自分や大切な人がいつ犯罪に巻き込まれるかもしれないということを想像すべきだ[393][394]。
- 裁判官は（殺害された）被害者の数だけでなく、犯罪内容を見て裁くべきだ[395][396][397]。
- 被疑者や被告人だけでなく、被害者やその家族の人権や処遇を憲法に明記すること[398]。
- 有害サイトの規制強化が必要[399]。
- 子供のうちからネットの危険性を教えることで、（同種犯罪の）抑止に繋がってほしい[387]。

また、「加害者3人からの謝罪は望んでいない」と明言し、堀が本事件の刑事裁判で自身に謝罪した一方、それ以前の余罪（碧南事件など）を自供せず隠していたことや、「山下」が第一審判決後に「悪いことはばれなきゃいい」と発言したことを厳しく批判している。

### 類似事件
2017年（平成29年）に発覚した座間9人殺害事件は、会員制交流サイト (SNS) に自殺願望を書き込んだ若者たちが標的にされた。
2018年（平成30年）6月には、静岡県藤枝市の山中で女性看護師の遺体が発見される事件が発生したが、同事件はインターネットの掲示板で知り合った男3人が被害者の女性を拉致し、遺体を山中に遺棄した事件として、本事件との共通性が指摘されている。渋井哲也は、SNSが従来の闇サイトの代わりとして、特殊詐欺や強盗などの共犯者を募る場として悪用されている旨を指摘している。

## 事件を題材にした作品など

### 書籍
元刑務官の河村龍一は、「凶悪犯罪の抑止力として刑法厳罰化を強く訴える」として、2013年9月に『闇サイト殺人事件の遺言 「一人だけなら死刑にならない」日本の安全神話が崩壊する』（ごま書房新社）を出版している。
大崎善生（作家）は2014年（平成26年）以降、本事件に関するノンフィクションを執筆するため、Aの母親Bへのインタビューを継続的に行い、2016年（平成28年）11月30日に角川書店から被害者Aの生い立ちや、母Bとともに生きた31年間の生涯などを描いたノンフィクション『いつかの夏 名古屋闇サイト殺人事件』を出版した。
また、加害者の1人である堀慶末は2019年8月に碧南事件で死刑が確定したが、その直前（2019年5月）にはインパクト出版会から自身の半生や本事件・碧南事件などを回顧した著書『鎮魂歌』（書名の読み：レクイエム）を出版している。日本放送協会 (NHK) の「事件の涙」取材班は、遺族の事件後の動向を取材したり、立花江里香（NHK名古屋放送局報道部）が無期懲役刑で服役している「山下」と文通を行うなどして、堀の死刑確定後（2020年2月）に新潮社から『娘を奪われたあの日から ―名古屋闇サイト殺人事件・遺族の12年―』を出版した。

### 映像作品
東海テレビ放送のドキュメンタリーチームは2008年夏以降、裁判員制度開始（2009年5月）を控え、本事件の被害者Aの母親Bのほか、同じ東海地方で発生した凶悪事件の被害者遺族を取材し、2009年4月12日にドキュメンタリー番組『罪と罰 －娘を奪われた母 弟を失った兄 息子を殺された父－』を放送した（ナレーター：藤原竜也）。
- 東海テレビは同番組放送以降も、被害者Aの母親Bを継続取材し、「事件前の母娘の物語」を再現したドキュメンタリードラマ『Home（ホーム） 東海テレビ開局60周年記念 ドキュメンタリードラマ』［プロデューサー：阿武野勝彦（東海テレビ）、監督・脚本：齊藤潤一（東海テレビ）、助監督・ドキュメンタリー取材：繁澤かおる］[425] を2018年12月25日19時00分 - 21時00分に放送[426]。同作では被害者Aを佐津川愛美（子供時代：矢崎由紗）が、母親Bを斉藤由貴が演じた[425]。その後、同番組を再構成した映画作品『おかえり ただいま』（監督：齊藤潤一）が[427]、2020年9月19日から劇場公開された[428]。

その他テレビ番組
- 『テレメンタリー2008 ネット社会に潜む“闇” ～名古屋・女性拉致殺害事件～』［制作局：名古屋テレビ放送（メ～テレ）］ - 2008年2月12日にテレビ朝日系列で放送[429]。ディレクター：酒井千絵、プロデューサー：赤地龍也ほか（ナレーション：屋良有作）[430]。
- 『NNNドキュメント'09 カネとイノチ 名古屋 闇サイト殺人事件の580日』［制作・放送局：中京テレビ放送 (CTV) ］ - 2009年3月30日（29日深夜）に放送[431]。構成：渡辺祐史、制作：上原淳ほか（語り：小山茉美）[432]。
- 『テレメンタリー2009 裁きの瞬間（とき） ～「闇サイト」殺人事件に判決～』（制作局：メ～テレ） - 2009年5月2日にテレビ朝日系列で放送[433]。ディレクター：酒井千絵、プロデューサー：早川健一ほか（ナレーション：鈴木弘子、声：最上嗣生、声：川田紳司）[434]。
- 『ザ!世界仰天ニュース』（制作：日本テレビ、放送：日本テレビ系列） - 2017年5月23日放送分にて、本事件を題材にした「史上最低最悪の男達に殺された娘」が放送された[435]。
- 『実録！マサカの衝撃事件』（製作：ディコンプレックス・TBS、放送：TBS系列局） - 2017年10月9日放送[436]。
- 『事件の涙 Human Crossroads』［制作：日本放送協会 (NHK) 、放送：NHK総合テレビジョン］ - 2017年12月27日に放送。語り：長塚圭史[437]。
- 『NHKニュースおはよう日本』［制作：日本放送協会 (NHK) 、放送：NHK総合テレビジョン］ - 2019年7月27日放送分「けさのクローズアップ」にて、「“闇サイト殺人事件”　娘を奪われた遺族の思い」と題し本事件が取り上げられた[438]。